# Kanye West
Ye (kiejtés: [jeɪ]; született: Kanye Omari West (/ˈkɑːnjeɪ/), Atlanta, 1977. június 8. –), művésznevén Kanye West, huszonnégyszeres Grammy-díjas amerikai rapper, lemezproducer, filmrendező, divattervező és politikus. Fontos szerepe volt a 21. századi rap, hiphop és a popkultúra fejlődésében, minden idők egyik legbefolyásosabb előadója.
West népszerűségét a Roc-A-Fella Records producereként szerezte a 2000-es évek elején. Ezt követően szólókarrierbe kezdett, 2004-ben kiadta első stúdióalbumát, a The College Dropoutot (2004), amely nagy sikernek örvendett. A lemez kiadása után megalapította a GOOD Music lemezkiadót. Következő albumain több zenei stílussal is próbálkozott, mint Late Registrationön (2005), a Graduationön (2007) és az 808s & Heartbreaken (2008). A maximalizmus és minimalizmus által inspirálva, West ötödik és hatodik albuma, a My Beautiful Dark Twisted Fantasy (2010) és a Yeezus (2013) szintén sikeresek voltak, a korábbit minden idők egyik legjobb albumának tartják. Ezt követően három albumot adott még ki: a The Life of Pablót (2016), a Yet (2018) és a Jesus Is Kinget (2019). 2021-ben, több halasztás után megjelent tizedik stúdióalbuma, a Donda, majd egy évvel később a Donda 2. West diszkográfiájában több közreműködés is található, mint a Watch the Throne (2011) Jay-Z-vel és a Kids See Ghosts (2018) Kid Cudival.
Zenén kívüli élete és nézőpontjai folytonos médiafigyelmet kapnak. Viselkedése és a divat-, illetve zeneiparról való megszólalásai miatt többször is botrányba került. 2020-ban független jelöltként indult a 2020-as amerikai elnökválasztáson. Keresztény hite és házassága Kim Kardashiannel szintén nagy médiafigyelmet vonzott. Divattervezőként közreműködött a Nike-val, a Louis Vuittonnal és az A.P.C.-vel. Az Adidasszal együtt kiadta a Yeezy cipőmárkát, melynek gyártása 2013-ban kezdődött és 2022-ben ért véget. A DONDA tartalomgyártó cég alapítója.
Minden idők egyik legsikeresebb előadója, összesen több, mint 20 millió albumot és 140 millió kislemezt adott el világszerte. 24 Grammy-díjat nyert el, amellyel az egyik legsikeresebb előadó a díjátadó történetében. Ezek mellett nyert Billboard Artist Achievement Awardot, három díjat a Brit Awards díjátadókom és a Michael Jackson Video Vanguard-díjat. Hat albuma szerepelt a Rolling Stone Minden idők 500 legjobb albuma listáján, illetve helyet kapott a Minden idők 100 legjobb dalszerzője listán. Rekordmennyiségű (4) albuma végzett az éves Pazz & Jop szavazás első helyén, csak Bob Dylannek van ugyanennyi. Az első rapper, aki három különböző évtizedben is első helyezett dalt szerzett (2000-es, 2010-es és 2020-as évek). 2005-ben és 2015-ben a Time magazin a világ 100 legbefolyásosabb embere közé választotta. A Forbes 2022-ben vagyonát 2 milliárd dollárra becsülte, mielőtt azon év októberében elvesztette milliárdos státuszát, azt követően, hogy az Adidas szerződést bontott vele. 2021-ben West elmondása szerint vagyona 10 milliárd dollár volt, amivel ő lett volna az amerikai történelem leggazdagabb afroamerikaija.
2019-től kezdve népszerűsége, illetve kedveltsége elkezdett visszaesni és egyre több botrányba keveredett. 2022 során folyton antiszemita és szélsőjobboldali nézőpontokat vállalt, aminek következtében több szerződését is felbontották és elvesztette milliárdos státuszát. Antiszemita és neonáci kijelentései között volt Adolf Hitler német diktátor méltatása és a Holokauszt tagadása.

## Gyermekkora
A legtöbb forrás szerint West 1977. június 8-án született Atlantában (Georgia), bár más információk szerint Douglasville a születési helye. Miután szülei elváltak hároméves korában, édesanyja magával vitte Kanyét Chicagóba. Apja, Ray West volt az első fekete fényképész-újságíró, aki a The Atlanta Journal-Constitution munkatársaként dolgozott. Később keresztény tanácsadó lett, majd 2006-ban megnyitotta a Good Water Store and Cafét Marylandben, fia pénzügyi támogatásával. West anyja, Dr. Donda C. West (született: Williams) professzor volt a Clark Atlanta Egyetemen és a Chicago State University angol nyelvi tanszékét vezette, mielőtt visszavonult, hogy fiát menedzselje. West középosztályi körülmények között nőtt fel, a Polaris School for Individual Education iskolába járt. 10 éves korában Nankingba (Kína) költözött anyjával, aki a Nanking Egyetemen tanított egy csereprogram keretei között. Anyja szerint West volt az egyetlen külföldi az osztályában, de ennek ellenére gyorsan megtanulta a nyelvet. A korai éveiben West jó tanulónak számított.
Fiatal éveitől érdeklődést mutatott a művészetek iránt, öt évesen kezdett verseket írni. Anyja elmondása szerint harmadikos volt, mikor először felfedezték tehetségét a rajzolás és zene iránt. Ebben az évben kezdett el rappelni, és hetedikes volt, mikor zenét kezdett készíteni, amelyet eladott más előadóknak. 13 évesen írt egy Green Eggs and Ham című dalt, amely befejezése után megkérte anyját, hogy béreljen neki egy stúdiót, ő pedig támogatta. No I.D. producerrel közeli barátok lettek, aki nemsokára West mentora lett és megtanította, hogy kell hangmintákat használni és zenei alapokat készíteni. Miután befejezte középiskolai tanulmányait, kapott egy ösztöndíjat a Chicagói Amerikai Művészi Akadémiára, ahol festészetet tanult, majd a Chicagói Egyetemen angol szakra járt. Ezt követően felismerte, hogy a zsúfolt órarendje miatt nem tud a zenélésre koncentrálni, ezért 20 éves korában otthagyta az egyetemet. Ez nagyon nem tetszett anyjának, aki később a következőt mondta a döntésről: „Beleverték a fejembe, hogy az egyetem a jó élet záloga... de vannak karriercélok, amelyekhez ez nem szükséges. Kanye számára a College Dropout című album elkészítése sokkal inkább arról szólt, hogy merd bevállalni, hogy ki vagy, ahelyett, hogy követnéd az utat, amelyet a társadalom előre kiszabott neked.”

## Életpályája

### 1996–2002: Korai évek és a Rock-A-Fella Records
Kanye produceri munkáját az 1990-es évek közepén kezdte meg, helyi előadóknak készítve zenei alapokat, kialakítva saját stílusát, amely klasszikus soul felvételeknek felgyorsításán alapult. Első hivatalos produceri munkáját 19 éves korában végezte, mikor Grav 1996-os debütáló albumán a Down to Earthön, nyolc dalnak is producere volt. Egy ideig szellemproducere volt Deric Angelettie-nek. Emiatt nem tudott kiadni egy albumot, ezért megalapította a Go-Getters-t, amelynek rajta kívül GLC, Timmy G, Really Doe és Arrowstar voltak a tagjai. A csoport menedzsere John Monopoly, Don Crowley és Happy Lewis voltak, a Hustle Period cég alatt. 1999-ben adták ki első és egyetlen albumukat, a World Record Holderst. Az albumon közreműködött Rhymefest, Mikkey Halsted, Miss Criss és Shayla G. Az album producere West, Arrowstar, Boogz és Brian Miller voltak.
1998-ban West volt az első előadó, akit leszerződtettek a Hip Hop Since 1978 kiadóhoz. Az 1990-es évek végét West ismert rapperek albumainak készítésével töltötte. Foxy Brown második stúdióalbumán is dolgozott, amely az első női rapper által készített album volt, amely elérte a Billboard 200 első helyét. Három dalnak is a producere volt a Harlem World The Movement albumán. A Goodie Mob World Party albumának kilencedik dalának ő, illetve Deric Angelettie voltak a producerei. Ebben az időszakban West dolgozott együtt olyan előadókkal, mint Ma$e, Raekwon, Eminem, Nas és Carl Thomas.

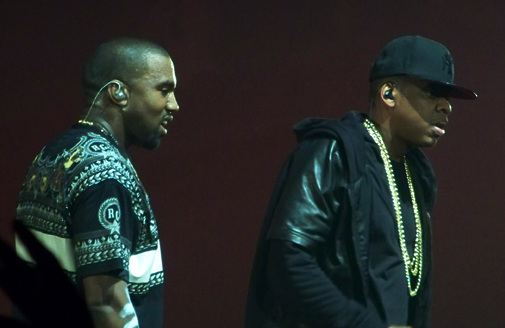
West-et méltatták Jay-Z (jobbra, 2011) The Blueprint albumán végzett munkájáért

2000-ben érte el a nagy áttörését, mikor a Roc-A-Fella Records egyik producere lett. Sokan őt tekintik Jay-Z karrierjének újraélesztőjének, 2001-es albumával, a The Blueprinttel, amelyben nem csak producerként, hanem vokáljaival is közreműködött. A The Blueprint minden idők egyik legjobb rapalbumának számít, amely egyre nagyobb érdeklődést keltett West körül. A Rock-A-Fellánál töltött időszaka alatt Beanie Sigel, Freeway, Cam’ron, Ludacris, Alicia Keys és Janet Jackson dalain és albumain is dolgozott.
Sikeres produceri munkájának ellenére rapper akart lenni. Ugyan már producersége előtt elkezdett rappelni, gyakran nagy küzdelem volt számára, hogy elfogadják a szerepben és nehezére esett szerződéseket szerezni. Sokan figyelmen kívül hagyták tehetségét, mert úgy érezték nem illik a jelenleg létező gengszter rapper világba. Több találkozást követően a Capitol Records elutasította.
Joe Weinberger, a Capitol Records alkalmazottja elmondta, hogy West megkereste és majdnem aláírtak, de valaki a kiadón belül meggyőzte a Capitol elnökét, hogy inkább utasítsák el. Azért, hogy ne hagyja el a kiadót, Damon Dash vonakodva ugyan, de leszerződtette a Roc-A-Fella Recordshoz. Jay-Z később bevallotta, hogy a lemezkiadó eredetileg nem támogatta West rapper karrierjét és főként producerként tekintettek rá.
Egy évvel később jött a nagy áttörése, mikor 2002. október 23-án majdnem életét vesztette. Hazafele egy kaliforniai stúdióból elaludt vezetés közben és frontálisan összeütközött egy másik autóval. A baleset következtében összetört az álla, amely inspirálta, hogy elkezdjen dalokat felvenni. A balesetet követően, mikor az álla még össze volt drótozva, elkészítette a Through the Wire-t, amelyben élményeit írta le és lefektette az alapokat debütáló albumának, amelyről azt mondta, hogy „a gyógyszerem volt.” A Through the Wire először West 2002 decemberében megjelent Get Well Soon... mixtape-jén volt elérhető. Ugyanekkor bejelentette, hogy elkezdett dolgozni a The College Dropout albumon.

### 2003–2006: aThe College Dropoutés aLate Registration
West az album hátralévő részét Los Angelesben vette fel, a balesetből való felépülése közben. Mikor befejezte az albumot, hónapokkal a megjelenése előtt kiszivárgott. Ezt West kihasználta, hogy még egyszer áttekintse az albumot. A The College Dropout nagy részét újrakeverte és újramasterelte. Ennek eredményeként voltak dalok, amiket eltávolított az albumról, mint a Keep the Receipt és a The Good, the Bad, and the Ugly. A dalokhoz hozzáadott vonós hangszereket, kórusokat és fejlesztette a dobokat. Perfekcionizmusának köszönhetően az album megjelenését háromszor is elhalasztották az eredetileg kijelölt 2003 augusztusi kiadási dátumról.

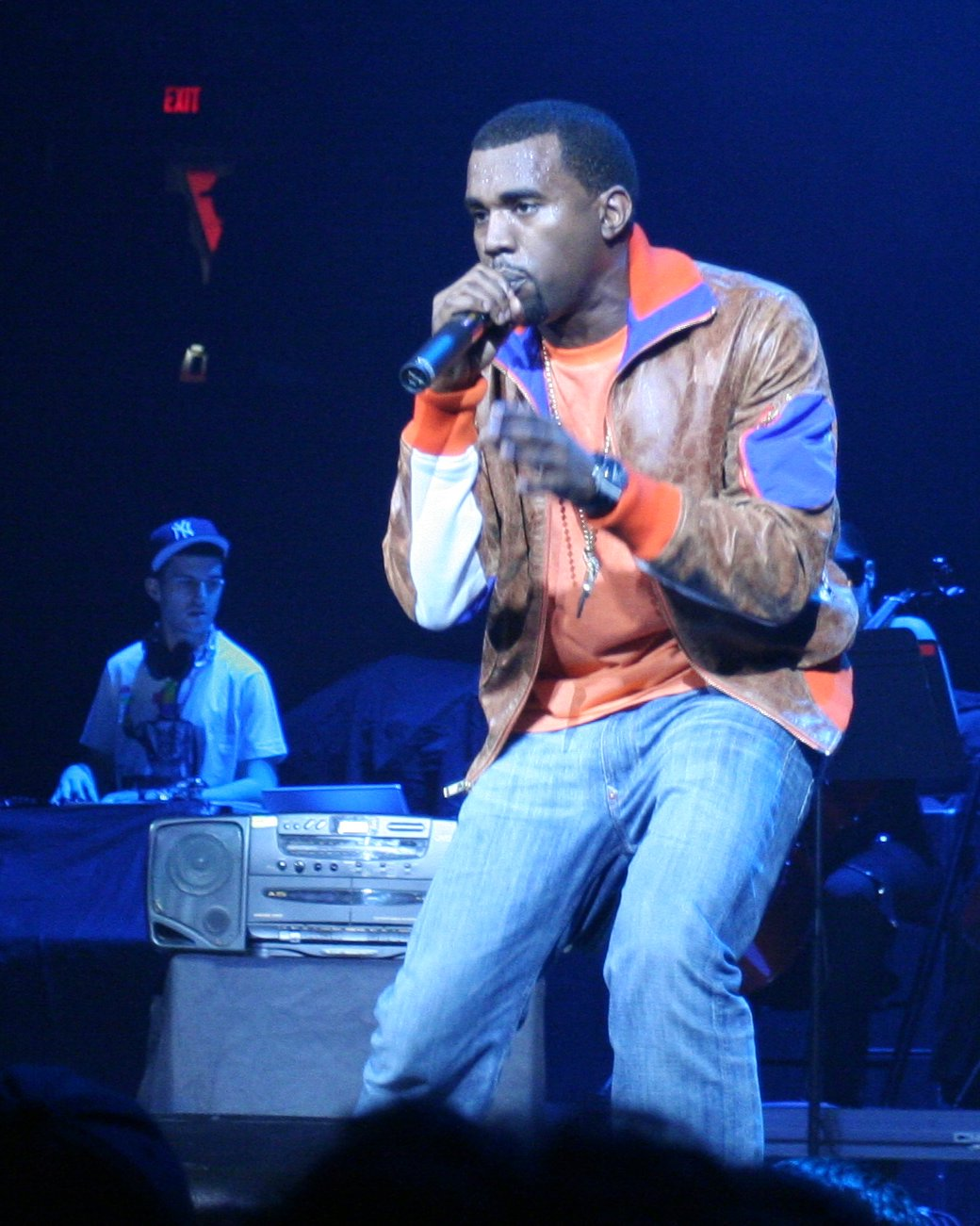
West Portlandben 2005 decemberében

A The College Dropout végül 2004 februárjában jelent meg, második helyig jutva a Billboard 200-on, miközben a Through the Wire kislemeze 15. lett a Billboard Hot 100-on. A Slow Jamz első helyig jutott a listán, amellyel Kanye első dala lett, amely ezt elérte. Az albumot méltatták a kortárs zenekritikusok, több zenei magazin is az év legjobbjának választotta és a mai napig a legjobb debütáló hiphopalbumok közé tartozik. Az album negyedik kislemeze, a Jesus Walks elérte a Billboard Hot 100 legjobb húsz helyét és bemutatta Westet egy nagyobb közönségnek. A The College Dropout triplaplatina minősítést szerzett az Egyesült Államokban és tíz Grammy-jelölést kapott érte West, amelyek közé tartozott az Év albuma és a Legjobb rapalbum is. Ebben az időszakban West megalapította a GOOD Music lemezkiadót, amellyel a jövőben olyan előadókat fog szerződtetni, mint No I.D. és John Legend. West produceri stílusa ekkoriban felgyorsított klasszikus soul dalokra koncentrált. A The College Dropout sikere után ezt sokan elkezdték lemásolni, amelynek következtében West elkezdett stílust váltani.
A következő albumára két millió dollárt költött és egy évbe telt elkészíteni. Inspirálta a Portishead Roseland NYC Live (1998) albuma, amelyet a New York-i Filharmonikusokkal készítettek. Karrierjének elején nem engedhette meg magának, hogy élő hangszereket használjon fel a debütáló albumán, de a Late Registrationön már tudott költeni nagyobb összeget a munkájának zenei oldalára. Közreműködött az albumon az amerikai filmzenekészítő Jon Brionnal, aki annak ellenére, hogy soha nem készített hiphop albumot, produktívan tudott dolgozni Westtel. A lemezből 2,3 millió példányt adtak el az Egyesült Államokban 2005 végéig és az őszi időszak egyetlen igazán sikeres albuma volt. Az albumot a Rolling Stone magazin is méltatta. Mindezek mellett nyolc Grammy-jelölést hozott Westnek, többek között a Legjobb album, illetve a Legjobb dal díjat is a Gold Diggerért.
Ugyan kisebb botrányba keveredett a 2004-es American Music Awardson, miután elvesztette a Legjobb új előadó díjat Gretchen Wilsonnal szemben és elhagyta a díjátadót, az első nagy botránya 2005 szeptemberében, napokkal a Late Registration megjelenése után jött, mikor beszédet mondott a Katrina hurrikán áldozatainak tartott jótékonysági koncerten. Mike Myers és ő mondták együtt a beszédüket, majd mikor Westre jutott a sor, eltért a megbeszélt forgatókönyvtől és a következőt mondta: „George Bush nem törődik a fekete emberekkel.” Bush ezt elnökségének legundorítóbb húzásának nevezte. 2006 januárjában West ismételten kisebb botrányba keveredett, mikor a Rolling Stone borítóján egy töviskoszorúban pózolt.

### 2007–2009: aGraduation, az808s and Heartbreakés a VMA-botrány
Miután egy évet turnézott a U2-val a Vertigo Tour koncertturnén, West himnusszerű rapdalokat akart készíteni, amiket stadionokban is tudna jól játszani. Hogy ezt elérje, elkezdett szintetizátorokat adni zenéjéhez, lassabb alapokat készíteni és elektronikus zenével is kísérletezett. A U2 mellett inspirálta a The Rolling Stones és a Led Zeppelin is. A dalszövegei sokkal személyesebbek és önelemzők voltak. Hogy következő szintre emelje történetmesélését és szójátékát, folk előadókat hallgatott, mint Bob Dylan és Johnny Cash.

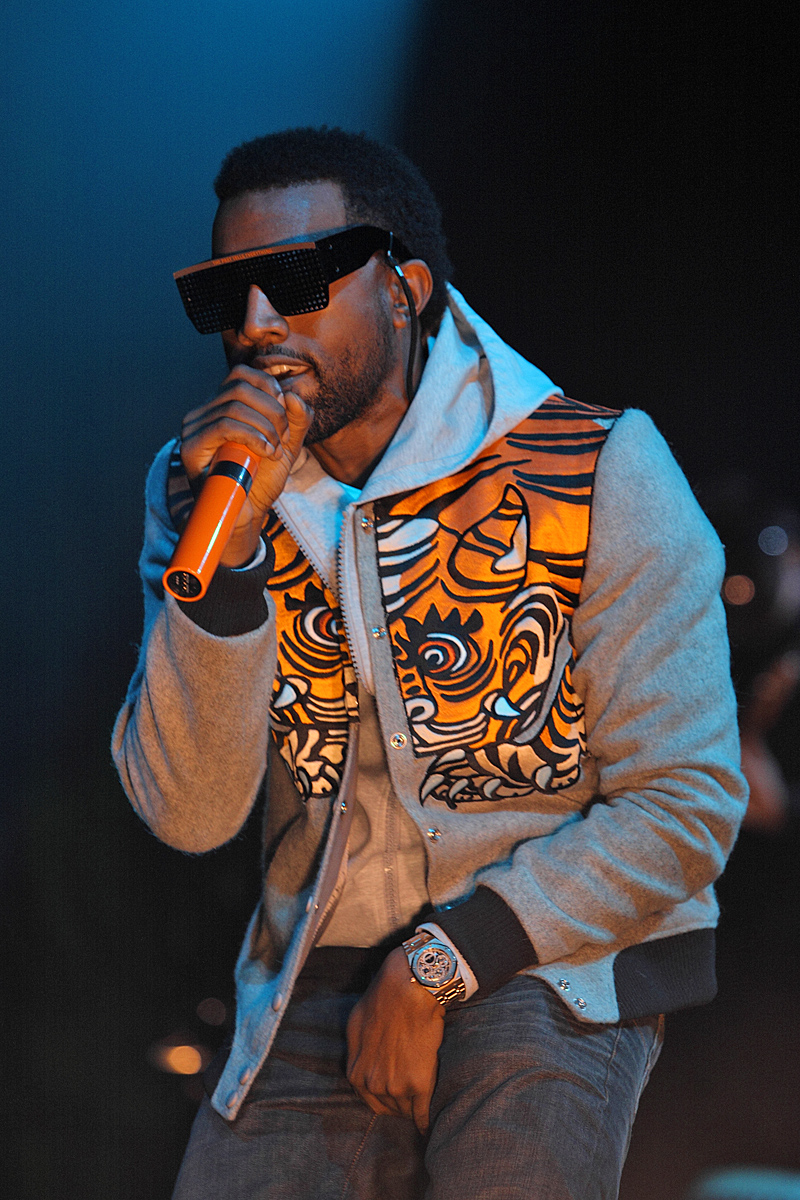
West 2008-ban

West harmadik stúdióalbuma, a Graduation megjelenését nagy várakozás előzte meg, tekintve, hogy egy nap jelent meg 50 Cent Curtis című lemezével. 2007 szeptemberében – ugyan esélytelenebbnek számított – a Graduationből sokkal többet adtak el, mint a New York-i rapper albumából, első helyen debütált a Billboard 200-on és 957 ezer példányt kelt el belőle az első héten. Az album első kislemeze, a Stronger a rapper harmadik első helyezett dala lett a Billboard Hot 100-on. A dalban feldolgozta a Daft Punk Harder, Better, Faster, Stronger című dalát, amely nem csak bátorította a kor hiphop előadóit, hogy felhasználják az elektronikus zene elemeit, hanem nagy szerepet játszott a diszkózene újraélesztésében a 2000-es évek végén. Ben Detrick (XXL) szerint West győzelme a Curtis fölött elkezdte megváltoztatni a hiphop irányát és megnyitotta az utat új rappereknek, akik nem követték a kemény, gengszter stílust: „Ha volt egy igazán vízválasztó pillanata a hiphop történetében, az valószínűleg akkor történt, mikor 50 Cent Kanyéval versengett 2007-ben, hogy meglássák kinek az albumából adnak el többet. Kanye új előadók egy hullámát vezette—Kid Cudi, Wale, Lupe Fiasco, Kidz in the Hall, Drake—, akiket nem igazán érdekelte, hogy fegyverekről és drogkereskedelemről írjanak.”

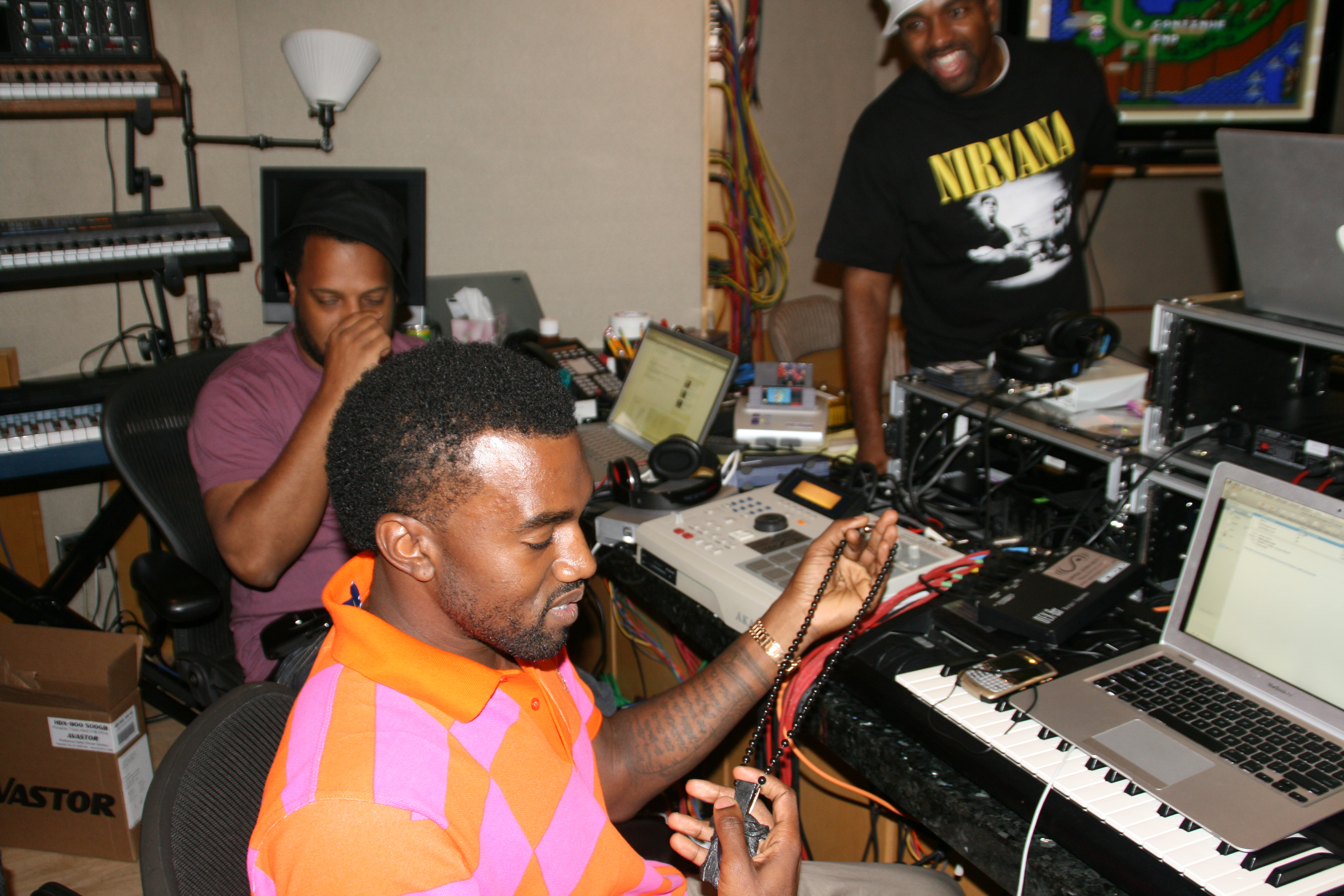
West (középen) 2008-ban az 808s & Heartbreak felvételei közben, No I.D.-val (balra)

West élete megváltozott, mikor anyja, Donda West elhunyt 2007 novemberében. Hónapokkal később menyasszonya, Alexis Phifer véget vetett eljegyzésüknek és hosszú kapcsolatuknak öt év után. Ezek nagyon befolyásolták West zenéjét, aki nem sokkal később kezdte meg Glow in the Dark Tour turnéját. Úgy érezte, hogy rappelésen keresztül nem tudná átadni élményeit, ezért énekelt az albumon, az Auto-Tune használatával, amely következő munkájában nagy szerepet játszott. Az album nagy részét Honolulun vették fel három hét alatt, 2008-ban jelentette be a megjelenését a 2008-as MTV Video Music Awards díjátadón, ahol előadta az első kislemezt, a Love Lockdownt.
Az 808s & Heartbreak, amelynek témája főként szerelem, egyedüllét és szívfájdalom, 2008 novemberében jelent meg hálaadás hétvégéjén, az Island Jam kiadón keresztül. Pozitív reakciókat váltott ki a kritikusokból, bár nem annyira egyoldalúan, mint korábbi albumai. Ennek ellenére a Love Lockdown harmadik helyen, míg a Heartless negyedik helyen debütált a Billboard Hot 100-on. Bár kritizálták megjelenése előtt, az 808s & Heartbreak nagy hatással volt hiphop zenére.
A 2009-es MTV Video Music Awards díjátadón történt karrierjének egyik legnagyobb botránya. A ceremónia közben West elvette a beszédet mondó Taylor Swifttől a mikrofont és elmondta, hogy szerinte Beyoncé videója a Single Ladies (Put a Ring on It) kislemezhez, amelyet szintén jelöltek a díjra „minden idők egyik legjobb videóklipje volt.” Ezt követően lemondta Fame Kills turnéját, amelyen Lady Gagával lépett volna fel. 2009-ben az év férfi előadójának nevezte a Billboard.

### 2010–2012:My Beautiful Dark Twisted Fantasy
A botrányt követően szüneteltette zenei karrierjét és divattal kezdett foglalkozni. Ezt követően elvonult Hawaiira és hónapokig zenét vett fel következő albumára. Meghívta kedvenc producereit és előadóit a felvételekre, a hangmérnökei napi 24 órát töltöttek a stúdiókban és nagyon keveset aludtak. Noah Callahan-Bever (Complex) részese volt a folyamatnak és a környezetet nagyon közösséginek írta le. Több előadó is közreműködött az albumon, mint West közeli barátai, Jay-Z, Kid Cudi és Pusha T, illetve váratlan közreműködők, mint Justin Vernon (Bon Iver).
A My Beautiful Dark Twisted Fantasy, West ötödik stúdióalbuma 2010 novemberében jelent meg és sokak szerint egyértelmű visszatérése volt. Az albumon olyan slágerek szerepeltek, mint az All of the Lights, a Power, a Runaway és a Monster. A Runawayhez készült egy azonos című rövidfilm, amelynek West főszereplője és rendezője volt. Ebben az időszakban indította el a GOOD Fridays programot, amelynek kereteiben hetente adott ki új zenét 2010. augusztus 20. és december 17. között. A MBDTF platinalemez minősítést kapott az Egyesült Államokban. 17. helyen szerepel a Rolling Stone Minden idők 500 legjobb albuma listáján.
2011-ben West újra turnézni kezdett, olyan fesztiváloknak volt a headlinere, mint az SWU Music & Arts, az Austin City Limits, az Oya Fesztivál, a Flow Fesztivál, a Live Music Fesztivál, a The Big Chill, az Essence Music Fesztivál, a Lollapalooza és a Coachella. 2011 augusztusában kiadta a Watch the Throne című közreműködés albumát Jay-Z-vel. A Niggas in Paris című kislemez az albumról ötödik helyig jutott a Billboard Hot 100-on. 2012-ben jelent meg a Cruel Summer válogatásalbuma. Ezek mellett rendezője volt az azonos című filmnek.

### 2013–2015: aYeezusés közreműködés az Adidasszal
West 2013 elején kezdte el felvenni a Yeezus albumot egy párizsi hotelben. A stílusát tekintve felhasznált Chicago drillt és dancehallt is. A művet főként az építészet inspirálta, West perfekcionizmusa következtében 15 nappal a megjelenés előtt kapcsolatba lépett Rick Rubin producerrel, hogy minimalistábbá tegye a lemezt. A Yeezus 2013. június 18-án jelent meg. Sorozatban hatodik első helyen debütáló stúdióalbuma lett, de ebből adtak el legkevesebbet első hetében. Az album első kislemeze a Black Skinhead volt 2013 júliusában. 2013 szeptemberében West bejelentette, hogy öt év után először szólóturnéba kezd, amelyen Kendrick Lamar lesz a nyitóelőadó.
2013 júniusában West és Kim Kardashian bejelentette első gyermekük, North születését és eljegyzésüket. Novemberben West bejelentette, hogy elkezdett dolgozni következő albumán, amelynek Q-Tip és Rick Rubin voltak a producerei. 2013 decemberében az Adidas bejelentette, hogy elkezdtek közreműködni a rapperrel, amely közreműködés a következő évben jelent volna meg. 2014 májusában West és Kardashian összeházasodtak Firenzében. Decemberben kiadta az Only One című kislemezét Paul McCartneyval.
A FourFiveSeconds dal, amelyet Rihanna és McCartney közreműködésével készített, 2015 januárjában jelent meg. Ezt követően fellépett a Saturday Night Live 40. évfordulói adásában, ahol bemutatta a Wolves című dalát Sia Furlerrel és Vic Mensával. 2015 februárjában jelent meg a Yeezy Season 1, az Adidaszal közreműködésben. 2015 márciusában kiadta az All Day kislemezt Theophilus London, Allan Kingdom és Paul McCartney közreműködésével, illetve fellépett a 2015-ös BRIT Awards díjátadón amerikai rapperekkel és brit grime MC-kel, mint Skepta, Wiley, Novelist, Fekky, Krept & Konan, Stormzy, Allan Kingdom, Theophilus London és Vic Mensa. A Yeezy Season 2-t a New York-i divathéten, 2015 szeptemberében mutatta be.
2014-ben jelent volna meg következő albuma a So Help Me God, de 2015 márciusában bejelentette, hogy SWISH címen fog megjelenni. Május 11-én a díszdoktori címet kapott a School of the Art Institute of Chicagótól. A következő hónapban a Glastonbury Fesztivál főfellépője volt, annak ellenére, hogy 135 ezren aláírtak egy petíciót megjelenése ellen. A koncert végén kijelentette, hogy „a világ legjobb rocksztárja.” 2015 szeptemberében előadta a teljes 808s & Heartbreak albumot a Hollywood Bowlban.

### 2016–2017:The Life of Pablo

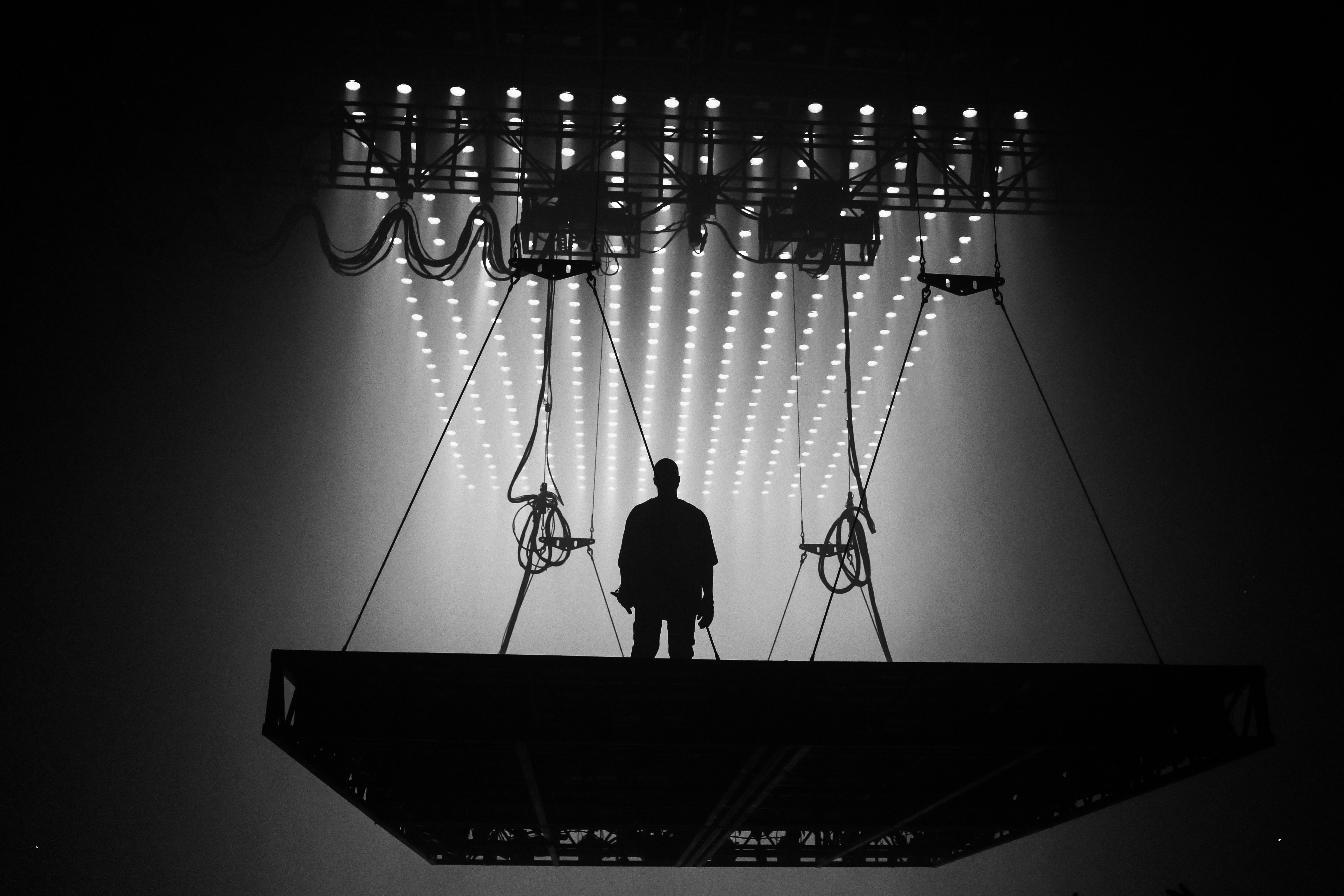
West a Saint Pablo Tour keretei között, 2016-ban

2016 januárjában West bejelentette, hogy a SWISH február 11-én fog megjelenni, majd később a hónapban kiadta a Real Friends és a No More Parties in LA dalokat. Ezt követően újraélesztette a GOOD Fridays programot. Január 26-án elmondta, hogy megváltoztatta az album címét Wavesre és bejelentette a Yeezy Season 3-t a Madison Square Garden-ben. A következő hetekben West több Twitter-botrányba is keveredett, illetve folyamatosan változtatgatta az album számlistáját. Az album végül The Life of Pablo címen, 2016. február 14-én jelent meg a Tidalon. A hivatalos megjelenést követően folytonosan változtatta a dalokat az albumon, a projektet egy „élő, lélegző kreatív önkifejezés”-nek nevezte. Ugyan eredetileg csak a Tidalon lett volna elérhető a lemez, végül a többi streaming platform is hozzájutott áprilisban.
2016 februárjában West elmondta Twitteren, hogy tervezett kiadni egy albumot 2016 nyarán, Turbo Grafx 16 címmel. 2016 júniusában kiadta a Champions című kislemezt a Cruel Winter GOOD Music-albumról, amely a mai napig nem jelent meg. Később ugyanebben a hónapban West kiadta a Famous videóklipjét, amelyben ő, Kardashian, Taylor Swift, Donald Trump, Bill Cosby és George W. Bush viaszfigurái láthatók egy ágyban, meztelenül. 2016 augusztusában elkezdődött a Saint Pablo Tour turné, hogy népszerűsítse a The Life of Pablot. A koncerteken a plafonról felfüggesztett színpadon játszott. West elhalasztotta a turné több időpontját is, miután betörtek feleségének párizsi otthonába, majd 2016 novemberében lemondta a hátralévő koncerteket. Később bejelentkezett a UCLA Medical Center pszichiátriai osztályára. Egy átmeneti pszichózis miatt kórházban maradt hálaadás idejére. Ezt követően egy 11 hónapos szünetet tartott megjelenéseitől.

### 2017–2019: aYe, aKids See Ghostsés a Wyoming Session
2017 májusában kiszivárgott, hogy West elkezdett zenét felvenni Jackson Hole-ban (Wyoming), több közreműködő előadóval. 2018 áprilisában West bejelentette, hogy írni fog egy filozófiai albumot, melynek Break the Simulation lesz a címe és élőben fogja posztolni Twitteren, miközben halad az írással. Később a hónapban bejelentett két albumot, a Kid Cudival való közreműködést, a Kids See Ghostsot és egy szólóalbumot, amelyek mind júniusban jelentek volna meg. Ezek mellett elmondta, hogy producere lesz Pusha T, Teyana Taylor és Nas következő lemezeinek. Ezt követően kiadta a Lift Yourself kislemezt és a Ye vs. the People-t, amelyen ő és T.I. West Trump iránti támogatásáról rappelnek.

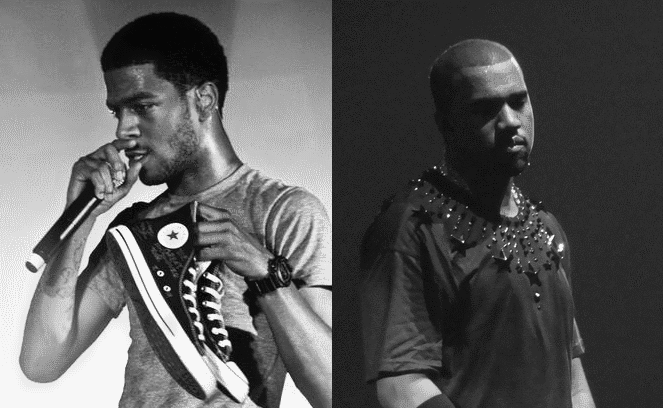
Kid Cudi (balra) és West, a Kids See Ghosts hiphopduó tagjai

Pusha T Daytona című albuma volt az első wyomingi projekt, amely májusban jelent meg és kisebb botrány alakult ki az album borítójával kapcsolatban, amelyen az elhunyt Whitney Houston fürdőszobája látható, amely képért West 85 ezer dollárt fizetett. A következő héten West kiadta nyolcadik stúdióalbumát, a Yet. Egy héttel később kiadták a Kids See Ghosts albumot Kid Cudival. 2018 júniusában két album is megjelent a wyomingi felvételekből, Nas Nasirja és Teyana Taylor K.T.S.E.-je.
2018. augusztus 30-án West kiadta a XTCY című kislemezt, amely eredetileg a Ye egyik dalaként jelent volna meg. Szeptember 7-én kiadta az I Love It című dalt Lil Pump amerikai rapperrel. Nem sokkal később megírta Twitteren, hogy várható a Watch the Throne 2. Ugyanebben a hónapban bejelentette következő albumát, a Yandhit, illetve a Good Ass Job című közreműködését Chance the Rapperrel. Szeptemberben elmondta, hogy meg fogja változtatni művésznevét Yere. A Yandhi szeptember 29-én jelent volna meg, de elhalasztották november 28-ig. Később egy ismeretlen dátumra eltolta novemberben. Az album a tervezett formájában a mai napig nem jelent meg.

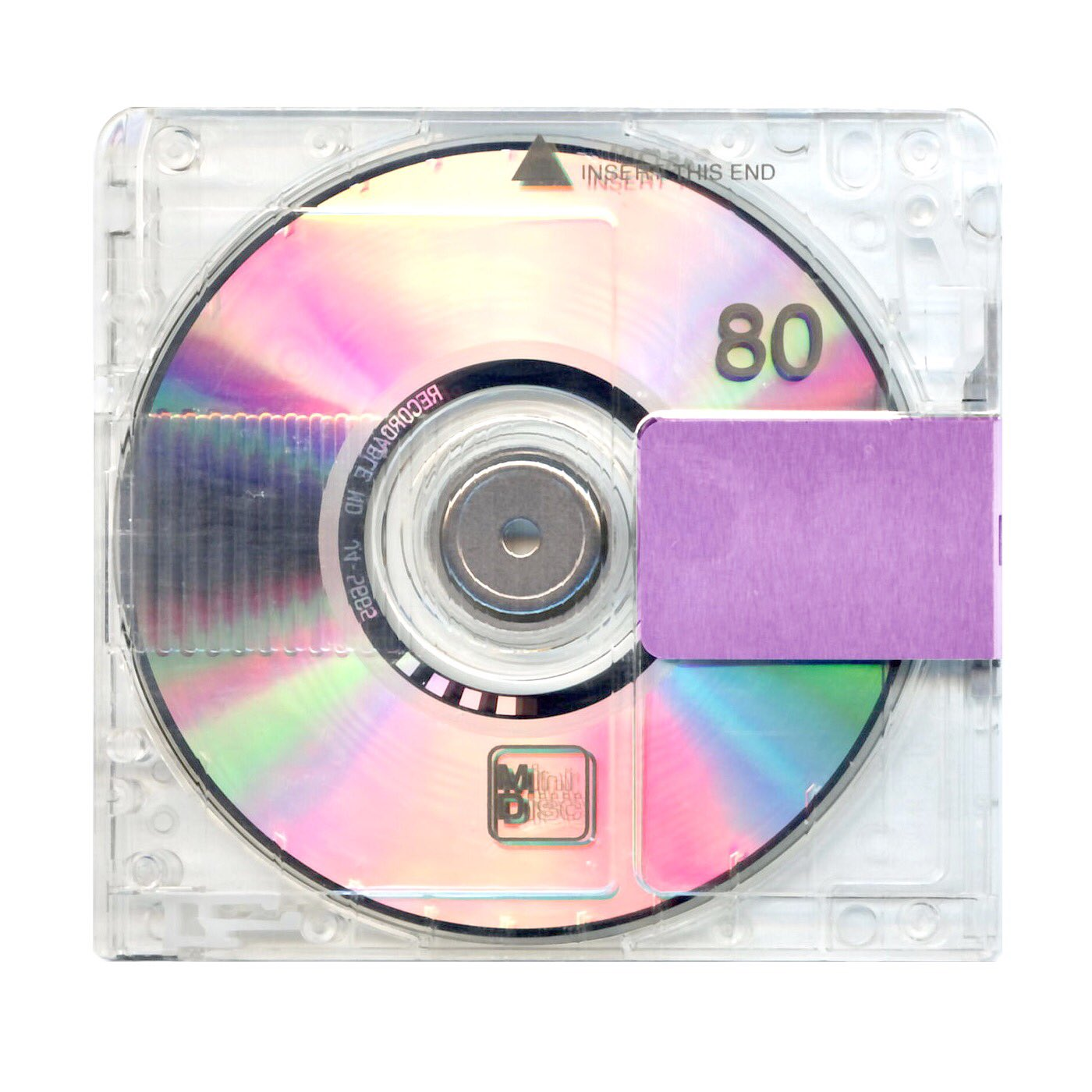
A Yandhi (később: Jesus Is King) először Chicagóban készült el, de végül elhalasztották. West Ugandában ismét nekikezdett az albumnak, majd másodjára is elhalasztotta

2018 végén West elkezdett együtt dolgozni különböző új előadókkal, mint 6ix9ine. A rapper debütáló albumán szerepelt a Kanga és Mama dalokon. Közreműködött XXXTentacion első posztumusz albumán, a Skinsen. Mindkét rapper szerepelt volna a Yandhin. 2019 januárjában West lemondta szereplését a Coachella Fesztiválon, miután nem tudtak megegyezni a színpad kinézetén. 2019 júliusában kiszivárgott a Yandhi az interneten. Csak pár hónappal később, a teljes befejezetlen album elérhető volt online rövid ideig. 2019. augusztus 29-én Kim Kardashian bejelentette, hogy West következő albumának címe Jesus Is King lesz, ezzel lényegében elhagyva a Yandhi projektet.

### 2019–2022:Jesus Is King,DondaésDonda 2
2019. január 6-án West elkezdte a Sunday Service programját, amelynek keretei között West és más előadók dalait dolgozzák fel soul stílusban. A programban megjelent többek között Charlie Wilson, Kid Cudi és a Kardashianek. Ugyanezen év októberében kiadta a Jesus Is Kinget, amely egy keresztény hiphop album. Az első album, amely elérte a Billboard 200, a Top R&B/Hip-Hop Albums, a Top Rap Albums, a Top Christian Albums és a Top Gospel Albums első helyét egyidőben. A lemezt West egyik legrosszabb albumának tartják a zenekritikusok. Közreműködött Vanessa Beecrofttal két operán, a Nebuchadnezzaron és a Maryn. December 25-én a Sunday Service Chor név alatt kiadta a Jesus Is Born albumot, amely ugyan hivatalosan nem a diszkográfiájának része, többen is annak tartják.
2020. június 30-án kiadta a Wash Us in the Blood című kislemezt Travis Scottal, egy videóklip társaságában, ami a Donda albumának első kislemeze lett volna és hasonlít a 2013-as Yeezus lemezhez. Ugyanezen év szeptemberében elmondta, hogy nem fog kiadni új zenét, amíg véget nem ér a szerződése a Sony és a Universal kiadókkal. A második kislemeze az évben a Nah Nah Nah volt, amelynek remixét november 13-án adta ki DaBabyvel és 2 Chainzzel.
West 2021 márciusában kezdett el ismételten dolgozni a Donda albumon, Kim Kardashiantől való válása közben. Július 17-én Consequence Instagramon osztotta meg, hogy West és Tyler, the Creator együtt dolgoznak az albumon. Másnap Justin Laboy azt nyilatkozta, hogy West befejezte az albumot és személyesen mutatta meg neki és Kevin Durantnek. Szerinte a produceri munka rajta fényévekkel kora előtt jár. 2021. július 19-én Pusha T bejelentette, hogy a Mercedes-Benz Stadionban fogják bemutatni az albumot, július 22-én. A bemutató órákat késett és végül csak egy-két dalt lehetett hallani. Az album nem készült el időben, Mike Dean producer élőben keverte a stadionban a lemezt, miközben azt bemutatták. Cyhi the Prynce fél órával a bemutató előtt vette fel verzéjét, míg West percekkel a kezdés előtt az album számlistáját módosította. Az albumbemutatót követően West beköltözött a Mercedes-Benz Stadion egyik öltözőjébe és átalakította egy stúdióvá, hogy befejezze az albumot és annak keverését Mike Deannel. Az interneten megjelent képeken lehetett látni Playboi Carti és 2 Chainz rappereket, ahogy mindössze pár órával az album várt megjelenése előtt veszik fel közreműködéseiket. Ezek mellett hírek szerint Jay-Z is mindössze 4 órával az első bemutató előtt vette fel a vokálját. West a stadionban lakott az augusztusi bemutatóig.
Több halasztást követően a Donda végül 2021. augusztus 29-én jelent meg és mindössze egy órán belül az iTunes amerikai slágerlisták élére jutott. West leghosszabb albuma több, mint 86 perces játékidejével.
2021. november 5-én West szerepelt a Revolt TV Drink Champs podcastján és bejelentette, hogy ki fogja adni a Donda (Deluxe) albumot. A lemez kilenc nappal később jelent meg és öt új dal szerepelt rajta, olyan közreműködőkkel, mint André 3000, Kid Cudi, Young Thug, KayCyy, Conway the Machine és Westside Gunn.
Mindössze öt hónappal előző albumának megjelenése után West bejelentette, hogy 2022. február 22-én kiadja a Donda második részét, Donda 2 címen. Ezt az Instagramon osztotta meg, egy képpel egy égő házról, amelyen a „2 22 22” felirat szerepelt. Az album executive producere Future lesz. Áprilisban, nem sokkal a Coachella Fesztivál kezdete előtt bejelentette, hogy mégse fog fellépni headlinerként, majd a Rolling Loudtól is visszalépett. Ennek ellenére az utóbbi fesztiválon megjelent Lil Durk vendégeként.
2022 decemberében, miután hetekig folyamatosan antiszemita nézeteket osztott, kiadta a Someday We’ll All Be Free című dalt, amiben cselekedeteinek következményeiről beszélt.

### 2023–napjainkig:Vulturesés a készülő tizenegyedik stúdióalbum
2023. augusztus 25-én megjelent hírek szerint West elkezdett dolgozni tizenegyedik stúdióalbumán. Október 13-án a Billboard bejelentette, hogy West befejezte a felvételeket közös lemezén Ty Dolla Sign amerikai előadóval, ami eredetileg aznap jelent volna meg, de elhalasztották és a következő hetekben fog kiadásra kerülni. Tíz nappal később Ty Dolla Sign megosztotta, hogy az albumot több különböző stadionban is be fogják mutatni Westtel, november 3-án. November 22-én kiadták a Vultures című dalt. 2024. február 9-én jelent meg a Vultures 1.

## Zenei stílusa

### Általános
West zenei karrierjére jellemzőek a gyakori stílusváltások és különböző zenei megközelítések. Debütálása óta zeneileg és dalszövegileg is egyre inkább experimentálisan állt hozzá progresszív hiphop zenéjének elkészítéséhez, míg hozzáadott popzenei elemeket is. Több új és szokatlan zenei elemet is bemutatott és hozzáadott zenei palettájához. Ahogy telt az idő West különböző zenei stílusokban is dolgozott, mint a soul, a barokk-pop, a stadionrock, az elektro, a house, az indie rock, a szintipop, a progresszív rock, az indusztriális zene, punk és gospel. West produceri hozzáállása egyenletesen gazdag, árnyalt és elgondolkodtató. Produceri munkája zenei kompozíciókhoz hasonló, díszes stílussal, hiphop előadóknál általánosan sokkal mélyebb hangzással. Zenéjéhez használ élőben felvett hangszereket, manipulált vokálokat és hangmintákat, illetve dramatikus hangszereléseket, hogy kiegészítsék zenei alapjait. Későbbi zenéi egyre jobban koncentráltak a digitális elemek hozzáadására, szintetizátorok, elektronikus basszusok és dobok használatával.
West ezek mellett elemzi a hiphop kultúrában használt dalszöveg-trendeket, gyakran ezek alapján változtatva rímsémáit szövegeiben és azok előadásmódjában. Dalszövegeket tekintve, West szójátéka gyakran tartalmaz találékony, többszótagú rímeket. Mind a dalszerzése és előadásmódja is átalakuló, ferde rímeken alapszik, amelyben gyakran változtatja egyes szavak kiejtését. West elismeri, hogy rappelési képessége nem olyan magas, mint kortársainak, mint Jay-Z, Eminem és Nas, erre a dalainak témájával kompenzál. Szerinte a „dalok melódiát és üzenetet is ajánlanak. Ez a fő cél. Úgy tekintettem rá, mint egy egyszerű matek projekt: Ha a rappelésem 70 vagy 80% olyan jó, mint a zenei alapjaim, akkor sikeres leszek.” Westet olyan mainstream előadók inspirálták, mint Mase, Jay-Z és Cam’ron, de olyan underground előadók is befolyásolták munkáját, mint Mos Def, Talib Kweli és Dead Prez. Kanye kiemelte, hogy Dead Prez segített neki rájönni, hogy egy „üzenetet tartalmazó rap is tud királyul hangzani.”

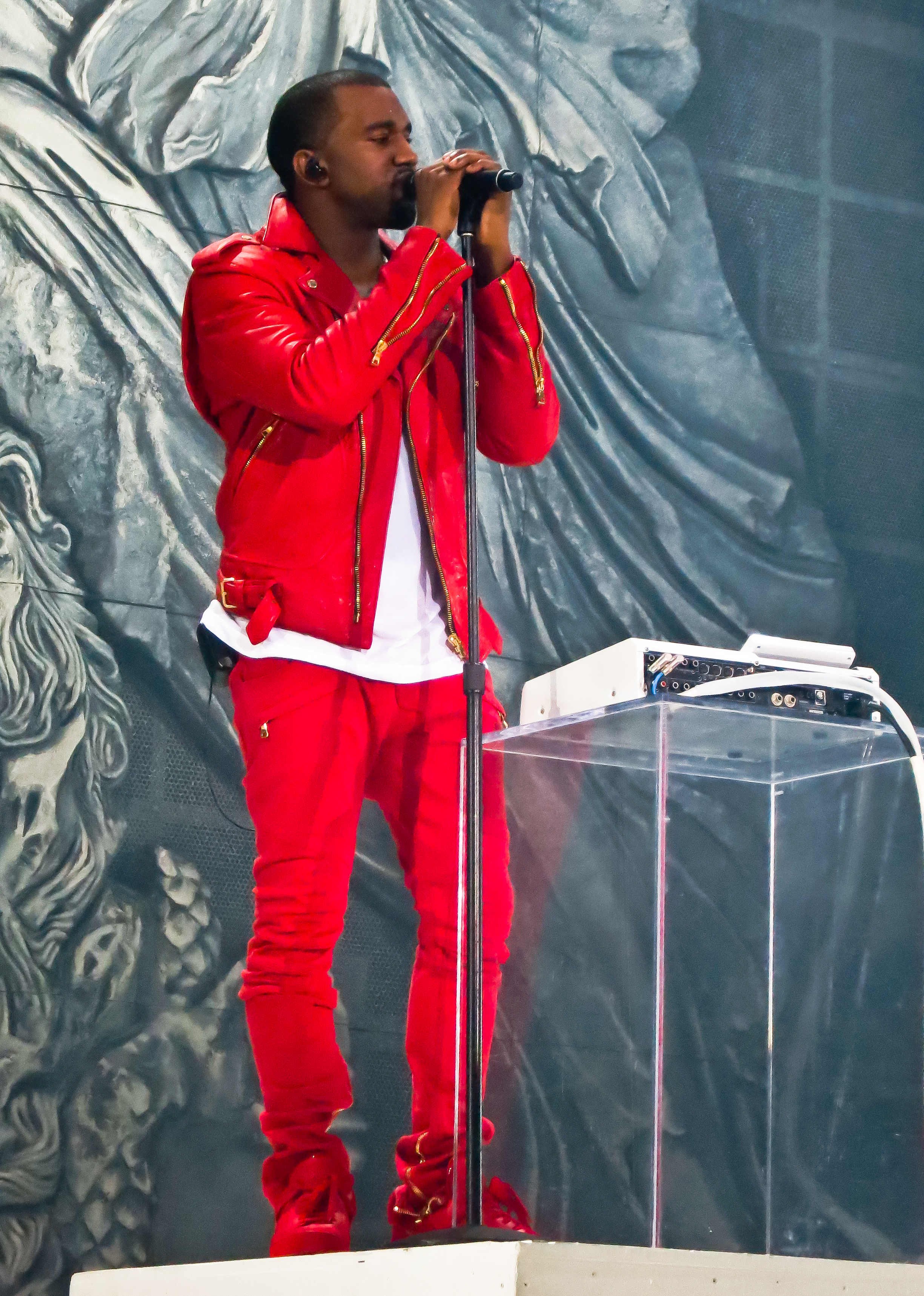
West több dalát is az Akai MPC2000XL (a képen) használatával készítette el, kiegészítve élő zenekarokkal

Debütáló albumán West kialakított egy egyensúlyt  az okos és eszes dalszövegtémák között. Ahogy dalszerzéséhez és nyers hiphop alapjaihoz hozzáad popmelódiákat, dalszövegeiben fontos problémákról rappel, szórakoztató témák mellett, Jézustól kezdve fogyásáig, olyan úton, amelynek köszönhetően zenéjének kedvelői széleskörűek voltak. Sikeresen megtalálta a hangot a mainstream hiphop kedvelőivel és az alternatív szektorral is. Rímjeit leírták, mint vicces, provokatív és artikulált, illetve ami képes volt zökkenőmentesen áthaladni okos kommentárokról, komikus hetvenkedésbe, majd önelemző érzékenységbe. West tudatában van környezetének és küzd azért, hogy olyan stílusban írjon, amely inklúzív, így különböző rasszú és nemi háttérből érkező hallgatói is meg tudják érteni szövegeit. Azt nyilatkozta, hogy annyira betegnek szeretne hangzani, mint „Jadakiss és ugyanannyira megértőnek, mint Will Smith.”
Mikor 2008-ban korai inspirációiról kérdezték, kiemelt olyan előadókat, mint az A Tribe Called Quest, Stevie Wonder, Michael Jackson, George Michael, LL Cool J, Phil Collins és Madonna. Az A Tribe Called Quest producer, Q-Tip befolyásáról West a következőt nyilatkozta: „night Marauders, Electric Relaxation, Low End Theory — melódiák és a hangmintákként használt refrén típusok… volt az, amire koncentráltam, mikor a The College Dropoutot csináltam. Mikor úgy éreztem, hogy a legmagasabb pontomon vagyok és, amikor a legközelebb voltam egy Tribe lemezhez. Szóval egy felvétel, mint a Heard ’Em Say egy nagy siker volt nekem—hogy egyáltalán közel legyek ahhoz, amit ők csináltak.” Más zenészek közé tartozott, akik inspirálták Westet, David Bowie, Miles Davis és Gil-Scott Heron. West mentora átmenetileg a chicagói No I.D. volt, aki bemutatta őt a producerség világának az 1990-es években, megengedve a fiatal Westnek, hogy csatlakozzon hozzá felvételek közben. West a Wu-Tang Clan producerét és frontemberét, RZA-t emelte ki, mint egy folytonos befolyás stílusán. „Én és a barátaim folyton beszélgetünk erről... Szerintünk a Wu-Tangnak volt az egyik legnagyobb befolyása, mint mozgalom. Szlengtől kezdve az öltözködési stílusig, a hangminták. A stílushoz hasonlóan, amit én használok, RZA is azt csinálta.” RZA-nek tetszettek a hasonlítások és azt nyilatkozta, hogy „Minden jó. Kanye West, nagy tisztelettel tekintek Kanyéra. Egy-két éve oda jött hozzám. Nagyon sokat méltatott és jókat kívánt. Sok mondanivalója volt azokról a dolgokról, amiket csináltam... Mint amikor találkoztam Isaac Hayesszel.”
West korai hangzását nagyban befolyásolta az 1990-es évek hiphop zenéje, kifejezetten a keleti parton. Ugyan Chicagóból származik, West jobban kedvelte New York előadóit, stílusát és dalszövegeit is olyan előadók után kialakítva, mint Nas és Raekwon. „Imádtam az embereket, mint a Wu-Tang Clan, Biggie és Nas—emberek, akik el tudtak adni albumokat. Kedveltem Commont, tekintve, hogy chicagói, de úgy akartam öltözni, mint Nas.” Produceri munkáját tekintve No I.D. szerint West „Puffy-stílusú poppos alapokat készített.” West közeli barátja és gyakori közreműködő társa, John Legend pedig így írta le: „az éneklős rapper/producer poppos érzékenységgel.” West ezek mellett azt állította, hogy készített olyan alapokat, mint Timbaland és DJ Premier.

### 1990-es, 2000-es évek
Karrierje elején West létrehozta a hiphop producerség egy új stílusát, az úgynevezett chipmunk soult. Ez egy hangmintákat használó folyamat, amelyhez hasonló az 1990-es évek elején volt. A folyamat során felvágják és széthúzzák a régi soul dalokból vett, magasabb hangra emelt hangmintákat. Craig Bauer keverő hangmérnök, a Hinge Studios tulajdonosa szerint, ahol West gyakran dolgozott Chicagóban, „Tudta mit akart, és mindig küzdött, hogy alapjai ne hasonlítsanak senkiére. Kiemelt volna hangmintákat és manipulálta volna őket—megfordította őket, egy oktávval magasabbra emelte őket—amíg valami újat készített valamiből, amit  20 vagy 30 éve készítettek. Soha nem akart olyan lenni, mint valaki más.” Ezt általában az Akai MPC és az Ensoniq ASR-10 programokon készült és saját hangszerelésével egészítette ki. Debütáló stúdióalbumán (2004) tovább fejlesztette stílusát, hozzáadva vonós hangszereket, gospel kórusokat és fejlesztve a dobprogramozást. A soul hangminták mellett a lemezen olyan dalszövegek szerepeltek, amelyekhez a hallgató tudott viszonyulni. Westet egy közel halálos autóbalesete inspirálta, hogy saját élményeit adja hozzá zenéjéhez. Elhagyta az akkoriban a hiphopban domináns gengszter személyiséget, egy sokkal személyesebb témákat felkutató dalszövegírásért. Dalaiban egyetemről, materializmusról, öntudatosságról, bérminimumon végzett munkáról, intézményes előítéletről, családról, szexualitásról, saját önbizalomhiányáról és középosztálybeli gyerekkoráról írt.
Későbbi albumain jellemzőbb volt a zeneileg merészebb és maximalistább produceri munka. A Late Registrationön (2005) West együttműködött Jon Brion filmzeneszerzővel és olyan előadók is inspirálták, mint az angol Portishead. West főként soul-hiphop dalait keverve Brion popzenekari stílusával, az album több műfajban dolgozott és fontos szerepet játszottak benne a zenekari elemek, mint a vonós hangszerek, zongorák, rézfúvósok és kürtök, keverve régi és szokatlan hangszerekkel. Robert Christgau azt írta, hogy „soha nem volt zeneileg ennyire komplex és finom hiphop.” Ezek mellett West előadásmódja fejlődött debütáló albuma óta. Sokkal jobban tudott a zenei alappal szinkronban maradni, ahelyett, hogy csak átsiklott volna rajta. Szövegeivel West személyessé tett olyan témákat, amiket másként politikai lett volna.
Harmadik albumán, a Graduationön (2007) West sokkal atmoszférikusabb zenét kezdett készíteni, amelyet a rockzene befolyásolt, kiegészítve elektronikus elemekkel. A korábban használt hangminták helyét hangos, grandiózus szintetizátorok vették át. Használt house elemeket, elektro-diszkó ritmusokat és sok elektronikus hangot, digitális audióeffektet. Ezt a változást főként a The Rolling Stones, a U2 és a Led Zeppelin inspirálta, mikor a rapper velük turnézott. Ezen turnék által befolyásolva, West dalai elkezdtek himnusszerűek lenni, amelyeket elő lehetett adni nagy stadionokban. Inspirálta ezek mellett a britpop és az eurodiszkó, az amerikai alternatív és indie rock, illetve a chicagói house. Szöveget tekintve a Graduation sokkal inkább önelemező, a korábbi albumokhoz képest. Dalszövegeinek nagy részében inspiráló üzeneteket akart átadni, míg saját életét és hírnevét elemezte.

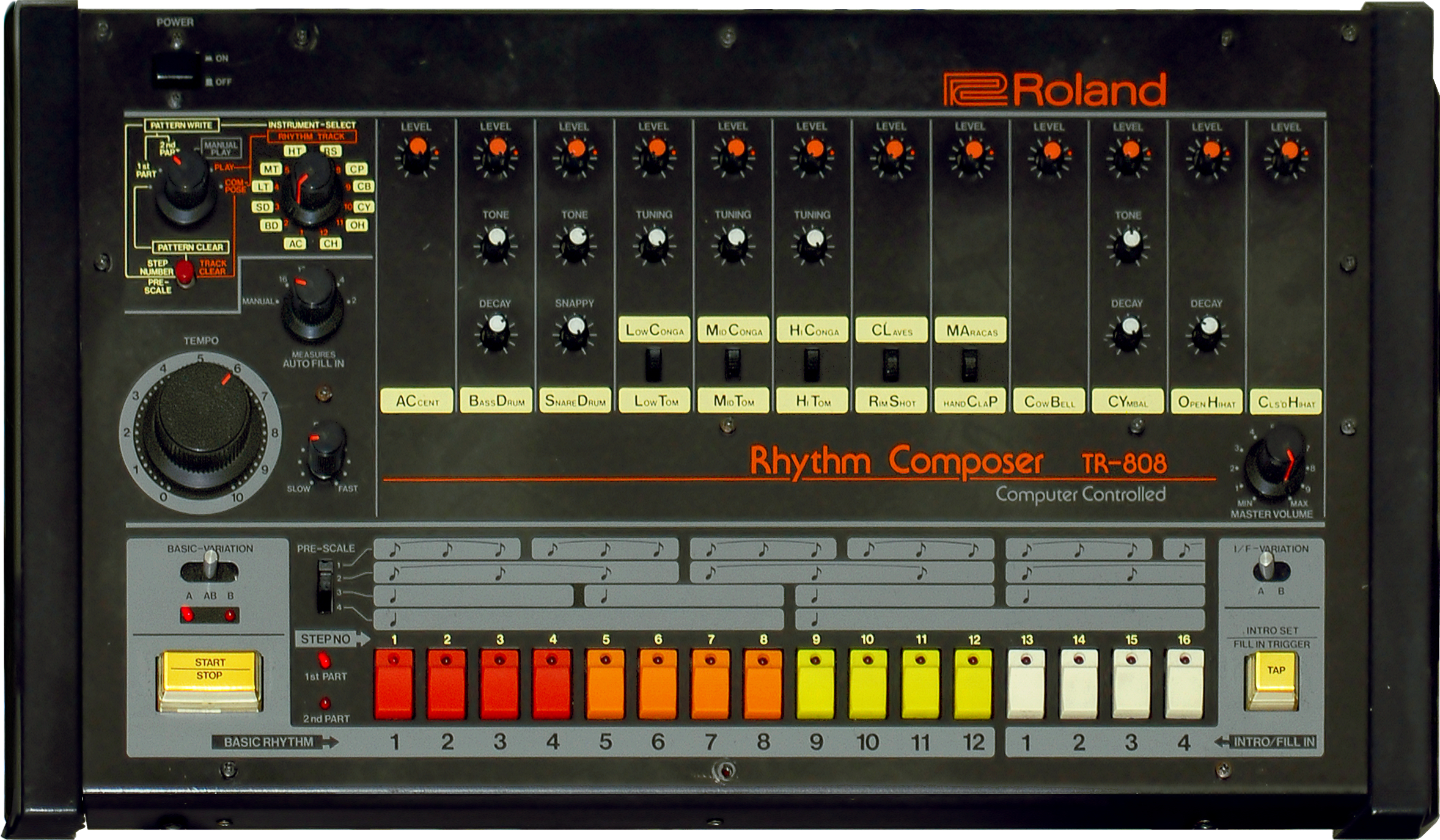
A Roland TR-808, amelyet West sokat használt 808s & Heartbreak albumán és amelyről a lemez nevét is kapta

Negyedik stúdióalbuma, az 808s & Heartbreak (2008) radikálisan eltávozott korábbi stílusától. Elhagyta a rappelést, érzelmes, melodikus éneklésért, amelyeket szintetizátorok által vezetett alapokra készített. West szinte teljesen elhagyta a hangmintákat és gyakorlatilag semmit nem használt szintetizátorokon kívül, míg az autotunet kihasználta éneklésének átalakítására. Az albumon együtt használja az autotune és az Roland TR-808 dobgép által létrehozott elektronikus érzést és a vonós hangszereket, törzsi ritmusokat, illetve komor zongorajátékot. Anyjának, Donda Westnek halála és Alexis Phiferrel való szakítása által inspirálva, West érzelmes popdalokat írt szerelemről és kapcsolatokról. Michael Jacksonnak köszönhetően kezdett el énekelni, aki nagy rajongója lett a lemeznek. Megjelenése előtt West elmondta, hogy inspirálta sok, az 1980-as években hírnevet szerző szintipop zenész, mint Phil Collins, Gary Numan és Boy George, illetve elmondta, hogy nagyon vonzották olyan post-punk és új hullámú előadók, mint a Joy Division, a The Police és TJ Swan. Később azt mondta, hogy az 808s & Heartbreak „az első fekete új hullám album”. Matthew Trammell (Rolling Stone) mikor az album zenetörténeti befolyásáról beszélt, a következőt mondta: „Kanye legtörékenyebb munkája és talán legzseniálisabbja.”

### 2010-es évek
West ötödik albumát, a My Beautiful Dark Twisted Fantasyt (2010) sok közreműködő előadóval vette fel. Az album témát tekintve főként hírnévről szól, kiemelték maximalista esztétikáját és azt, hogy korábbi albumainak mindegyikéből használ elemeket. Simon Vozick-Levinson (Entertainment Weekly) azt írta, hogy „mind visszatér egy ponton”, például „a 2004-es The College Dropout luxus soul hangzása, a 2007-es Late Registration szimfonikus parádéja és a 2008-as 808s & Heartbreak érzelmileg kifárasztott elektrója.” Andy Gill (The Independent) a „pop egyik legszomorúbb, leggrandiózusabb projektje az elmúlt években.”
A Yeezust (2013) egy tüntetésként szánta a zenének. West létrehozott egy nyers stílust, amelyet sok, szokatlan együttes inspirált. Greg Kot szerint „nyers, ellenséges és tudatosan elkedvetlenítő” album, amely összevonja az 1980-as évek house, a kortárs Chicago drill, az 1990-es évek indusztriális zenéjének, illetve Saul Williams, a Death Grips és az Odd Future avantrapjének világát. Az albumon ezek mellett szerepel trap, dancehall, punk és elektro. West hetedik albuma, a The Life of Pablo (2016) „tudatosan rendetlen kompozícióval” rendelkezett, West korábbi lemezeihez képest. A Rolling Stone megírta, hogy úgy van elkészítve, hogy „tudatosan úgy hangozzon, mint egy éppen munka alatt lévő lemez.”

## Más vállalkozások

### Divat
Karrierjének elején West kifejezte érdeklődését, hogy ruhákat tervezzen. 2005 szeptemberében bejelentette, hogy 2006 tavaszán ki fogja adni Pastelle Clothing kollekcióját. A következő négy évben dolgozott a márkának tervezésén, mielőtt 2009-ben törölték. 2009-ben West közreműködött a Nike-val, hogy kiadja az Air Yeezys nevű cipőjét, amelynek második verziója 2012-ben került nyilvánosságra. Az első ember lett, aki nem sportoló és kapott szerződést cipőre a Nike-tól. 2009 januárjában, a párizsi divathéten bemutatta első cipőjét, amelyet a Louis Vuittonnak tervezett. Ezek mellett tervezett cipőket a Bape és a Giuseppe Zanotti márkáknak is. 2009 őszén Rómába költözött és a Fendinél dolgozott. 2011 márciusában közreműködött az M/M Parisszel, sálakon, amelyek a My Beautiful Dark Twisted Fantasy című albuma által voltak inspirálva.
2011. október 1-én elindította női divatkollekcióját, a DW Kanye Westet a párizsi divathéten. A bemutatón ott volt a DSquared2 csapata, Dean és Dan Caten, Olivier Theyskens, Jeremy Scott, Azzedine Alaïa és az Olsen ikrek.
2013. december 3-án az Adidas hivatalosan is bejelentett egy új cipő-szerződést Westtel, az Adidas Yeezyre. 2015-ben West bemutatta a Yeezy Season márkát, amelynek az első kollekciója azon év elején jelent meg. A Vogue méltatta a cipőket és általánosan is pozitív visszhangot keltett. Az Adidas Yeezy Boostsból először csak 9000 példány jelent meg és csak az Adidas alkalmazáson keresztül volt elérhető. Tizenkét percen belül elkelt az összes pár. 2015. február 28-án jelent meg világszerte is a cipő. 2016-ban a The Life of Pablo albumának megjelenésével együtt adta ki a Yeezy Season 3 kollekciót, amely a Season 2-t követte. 2016 júniusában az Adidas bejelentett egy új, többéves szerződést a Yeezy kollekcióra, kosárlabda, futball és amerikai futballra is kiterjesztve.
2017 februárjában West bemutatta a Yeezy Season 5-ot, majd ezen év májusában elindította Kim Kardashiannel a Kids Supply gyerekruha kollekciót is. A Yeezy az egyik legbefolyásosabb cipőmárka a világon. 2022. október 25-én az Adidas szerződést bontott az előadóval, antiszemita nézetei miatt.

### Vállalkozások
West 2004-ben alapította a GOOD Music lemezkiadót és produceri céget, a Sony BMG leányvállalataként, nem sokkal a The College Dropout stúdióalbumának megjelenése után. West, az akkor még ismeretlen John Legend és a chicagói rapper, Common voltak a kiadó első szerződtetett előadói. A kiadó előadói közé tartozik jelenleg: West, Big Sean, Pusha T, Teyana Taylor, Yasiin Bey / Mos Def, D’banj és John Legend, illetve a producereik között van: Hudson Mohawke, Q-Tip, Travis Scott, No I.D., Jeff Bhasker és S1. A GOOD Music eddig tíz albumot adott ki, amely legalább arany minősítést kapott az Amerikai Hanglemezgyártók Szövetségétől (RIAA). 2015 novemberében West kinevezte Pusha T-t, mint a lemezkiadó elnöke.
2008 augusztusában West bemutatta a terveket tíz Fatburger étterem megnyitására a Chicagóban és környékén. Az első 2008 szeptemberében nyílt meg Orland Parkban, a második pedig 2009 januárjában, a harmadik még nem nyílt meg. A cége, a KW Foods LLC megvette a jogokat a lánc futtatására a városban. Végül 2009-ben csak a két megtervezett helyszínen nyitott meg az étterem. 2011 februárjában bezárták az Orland Parkit, majd a fennmaradó beverlyit is, később az évben.
2012. január 5-én, West bejelentette a DONDA cég létrehozását, amelyet évekkel korábban elhunyt anyja, Donda West után nevezett el. A bejelentésben West azt mondta, hogy a vállalat ott fogja folytatni, ahol Steve Jobs abbahagyta. DONDA egy designcég volt, azzal a céllal, hogy „termékeket és tapasztalatokat fog létrehozni, amelyeket az emberek szeretnének és megengedhetnek maguknak.” West titokban tartotta a vállalat működésének részleteit, a cégnek nem volt se hivatalos weboldala, se hivatalos közösségi média oldalai. A DONDA kreatív filozófiája, hogy „egy szobába rakjunk hasonlóan gondolkodó kreatívokat”, hogy „leegyszerűsítsük és esztétikailag tökéletesítsünk mindent, amit látunk, ízlelünk, érintünk és érzünk.” A kortárs kritikusok a DONDA projektjeinek minimalista esztétikáját.
2015. március 30-án bejelentették, hogy West és más előadók lesznek a tulajdonosai a Tidal streaming szolgáltatónak. A platform specializációja a lossless audió és a high definition videóklipek. Jay-Z 2015 első negyedében vette meg a Tidal anyacégét, az Aspirot. A tizenhat előadó között, akik tulajdonosok ott van Jay-Z, Rihanna, Beyoncé, Madonna, Chris Martin és Nicki Minaj, akiknek nagy része a cég 3%-át tudhatja magáénak. West 2017-ben elhagyta a platformot, pénzügyi problémák miatt.
2016. június 6-án West bejelentette a Yeezy Season 2-t. A következő héten jelent meg az Adidas Yeezy Boost 750. Egy Vogue-gal készített interjúban azt mondta, hogy lesznek Yeezy boltok, az első Kaliforniában.
2018 szeptemberében West elmondta, hogy tervez nyitni egy autógyárat Chicagóban, amelynek célja a repülő autók feltalálása, a Tesla segítségével.
2020 júliusában a Yeezy LLC azok között a vállalkozások között volt, amelyek kölcsönöket kaptak a CARES Act rendelet értelmében.
2022 októberében a Parler szélsőjobboldali közösségi média-weboldal bejelentette, hogy a rapper megegyezett a cég vezetőségével az oldal megvásárlásában. Ennek ellenére másfél hónappal később visszalépett a megegyezéstől, miután nem volt elég pénze.

### Jótékonyság
West anyjával együtt alapította meg a Kanye West Foundationt 2003-ban, Chicagóban, amelynek célja, hogy csökkentse az írástudatlanok és az iskolából idő előtt távozó tanulók százalékát, illetve segíti a fiatalok hozzáférését zeneoktatáshoz. 2007-ben West és az alapítvány együtt dolgozott a Strong American Schools nonprofittal az Ed in ’08 kampány részeként. West a kampány szónokaként több hirdetésben is szerepelt és házigazdája volt egy jótékonysági koncertnek augusztusban.
2008-ban anyja halála után West átnevezte az alapítványt The Dr. Donda West Foundation névre. Az szervezet 2011-ben megszűnt. Kanye West és barátja, Rhymefest együtt alapították a Donda’s House, Inc., amely chicagói fiataloknak segít zeneszerzést tanulni. A célközönsége a 15 és 24 év közötti tanulók és tanítják a fiatalokat, hogy hogyan szerezzenek és vegyenek fel zenét. Dr. Donda West tanári filozófiáján alapul tantervük és a közös munkára fókuszál.
West ezek mellett több jótékonysági gálán is szerepelt, koncerteken és végzett közösségi munkát a Katrina hurrikán után, a Kanye West Foundationnek, a Millions More Movementnek, a 100 Black Men of Americának, a Live Earthnek, a World Water Day-nek, a Sandy hurrikán után és segített az iraki háborúban küzdő veteránoknak, hogy azoknak legyen esélyük új életet kezdeni, miután hazaértek.
2019 januárjában West 10 millió dollárt adományozott a Roden Crater létrehozására. 2020 júniusában George Floyd meggyilkolása és az azt követő tüntetések idején 2 millió dollárt adományozott George Floyd, Ahmaud Arbery és Breonna Taylor családjának. Ezen összeg segítséget nyújtott Arbery és Taylor családjának a jogi küzdelmeikben és egyetemi támogatás volt Floyd lányának.

### Színészet és filmrendezés
Westnek voltak cameoszerepei, önmagát játszva, a Philadelphiai gengszterek (2005), a Love Guru (2008) és a Törtetők (2007) egyik epizódjában. West szinkronszínész volt a A Cleveland-showban, önmagát játszva. 2009-ben szerepelt a Spike Jonze-rendezte We Were Once a Fairytale (2009) filmban, szintén önmagát játszva, ezúttal részegen egy klubban. West írta, rendezte és szerepelt a Runaway (2010) című zenei rövidfilmben, amelyben a My Beautiful Dark Twisted Fantasy (2010) albumáról hallható zene. A filmben egy férfi (West) és egy félig nő, félig főnix lény közötti kapcsolat látható. 2012-ben West írta és rendezte a Cruel Summer rövidfilmet, amelyet a Cannes-i filmfesztiválon egy piramis alakú pavilonban mutatott be. A filmet az azonos című album inspirálta. Ezt követően 2013-ban volt egy cameoszerepe az Anchorman 2-ben. 2018-ban bejelentette a Half Beast, LLC filmprodukciós céget. 2020-ban Kid Cudival együtt bejelentettek egy sorozatot, a Kids See Ghosts (2018) albumuk alapján, amelyben West Dropout Bear karakterét fogja szinkronizálni.

### Építészet
West többször is kifejezte érdeklődését, hogy elindítson egy építészeti céget. 2013-ban a következőt nyilatkozta: „Termékeket akarok készíteni. Egy termék ember vagyok, nem csak ruházat, de vizespalack, építészet... Zenét készítek, de nem kéne, hogy csak ott lehessek kreatív.” 2018 májusában West bejelentette, hogy elindítja építészeti cégét, amely a Yeezy divatmárka alatt fog működni. Ezt Twitteren jelentette be: „Indítunk egy Yeezy építészeti ágat, Yeezy Home néven. Olyan építészeket és tervezőket keresünk, akik jobb hellyé akarják tenni a világot.”
2018 júniusában jelentették be az első Yeezy Home közreműködést, Jalil Perazával, amelynek célja az alacsony költségű házak létrehozása.

## Politika
2012 szeptemberében West 1000 dollárt adományozott Barack Obama második elnökségi kampányának, majd 2015 augusztusában 2700 dollárt Hillary Clinton 2016-os kampányának. 2014 októberében 15 ezer dollárt adományozott a Demokrata Nemzeti Gyűlésnek.
2015 szeptemberében West bejelentette, hogy 2020-ban el fog indulni az elnökválasztáson. Később Twitteren azt mondta, hogy 2024-ben fog indulni, Donald Trump 2016-os győzelme miatt. West később ezt megerősítette egy 2018-as interjúban, kiemelve az egészségügyet, mint a legnagyobb problémát az Egyesült Államokban. 2016. december 13-án találkozott a megválasztott elnök Donald Trumppal. West erről a következőt nyilatkozta: „Akartam találkozni Trumppal, hogy megbeszéljünk multikulturális problémákat. Ezek közé tartozott a zaklatás, tanárok támogatása, tantervek modernizálása és az erőszak Chicagóban. Úgy érzem fontos, hogy legyen egy közvetlen kommunikációs vonalunk a jövőbeli elnökünkkel, ha tényleg meg akarunk változni.”
West azt nyilatkozta, hogy ha szavazott volna, akkor Trumpra esett volna választása. 2017 februárjában West letörölte összes posztját Trumpról és elmondta, hogy nem tetszik neki Trump új politikája, kifejezetten az utazási tiltása. West 2018 áprilisában újra kifejezte támogatását Trump felé, mikor azt mondta Ebro Dardennek, hogy „Imádom Donald Trumpot… Imádom Donald Trumpot.” West ezek mellett posztolt egy képet, egy Make America Great Again sapkát viselve, több Tweettel együtt, védve az elnököt. Trump több posztját is megosztotta.

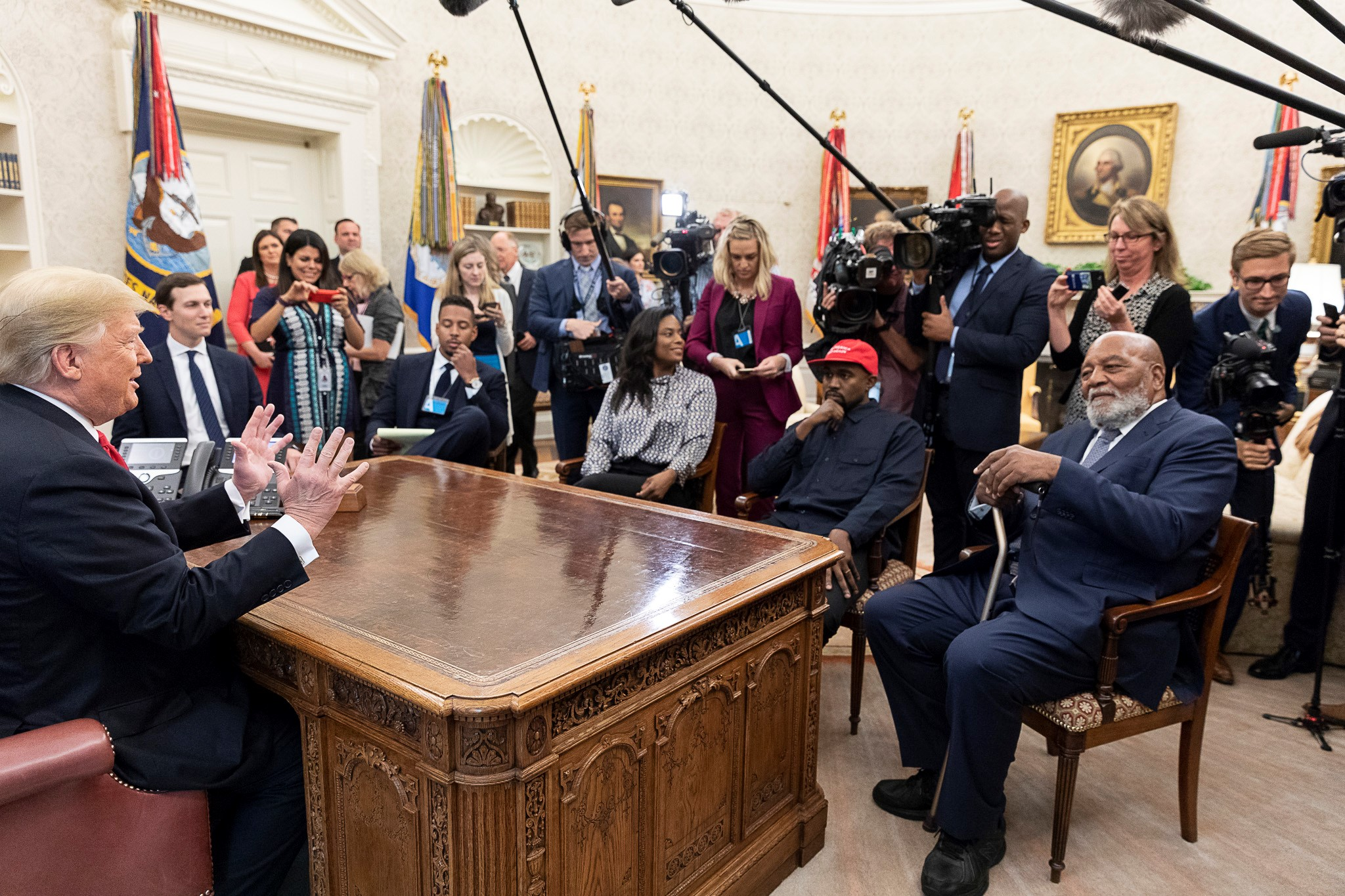
West (piros sapkában) az Ovális Irodában, Donald Trump elnökkel, 2018 októberében.

Mikor 2018 áprilisában visszatért Twitterre, West a következőt írta: „Imádom azt, ahogy Candace Owens gondolkozik.” Owens, aki a fekete konzervatizmus egyik fő képviselője, Donald Trumpot a Szabad Világ megmentőjének nevezte és kritizálta a Black Lives Matter mozgalmat. West rajongói között a tweet egy kisebb botrányt robbantott ki.
2018 májusában West azt mondta egy interjúban, hogy megkérdezte egyik barátja, hogy „Mitől lesz George Bush bérmennyire is rasszistább, mint Trump?” Ez valószínűleg utalás volt egy korábbi megjegyzésére, hogy Busht nem érdeklik a fekete emberek, amire West a következőt mondta: „nekem nem a rasszizmus a döntő. Ha az lenne, nem élnék Amerikában.”
Egy Faderrel készített interjúban 2018 szeptemberében West azt mondta, hogy találkozni fog Chicago polgármesterével, Rahm Emanuellel, hogy elkezdjenek iskolákat építeni.
2018. október 11-én West meglátogatta az Ovális Irodát egy találkozásra Trump elnökkel, hogy több problémáról is beszéljenek. Ő és több másik zenész aláírta a Music Modernization Act-et az elnökkel. 2018 októberének végén West és felesége Ugandába utaztak, meglátogatták az ország elnökét, Yoweri Musevenit, aki ismerten Trump-támogató és azt nyilatkozta, hogy „gyümölcsöző megbeszélések”-et tartottak művészetről és turizmusról.
Ugyanebben a hónapban West 73,540 dollárt adományozott Amara Enyia, progresszív polgármesteri jelöltnek. Ez volt a pontos összeg, amelyet a jelöltnek ki kellett fizetnie, mert nem töltött ki pénzügyi jelentéseket 2015-ös rövid kampánya alatt.
Október 26-án Trump méltatta Westet egy beszédében, azt mondva, hogy „Szerintem Kanye a politika legbefolyásosabb embere.”
Ugyanebben a hónapban sajtóhírek szerint West támogatta azt a mozgalmat, hogy fekete emberek elhagyják a Demokrata Pártot és Republikánusok legyenek. West erre Twitteren válaszolt: „A szemeim szélesre vannak nyitva és rájöttem, hogy felhasználtak arra, hogy népszerűsítsek üzeneteket, amikben nem hiszek. Eltávolodok a politikától és a kreativitásra fókuszálok.”
2019 januárjában West ismét kifejezte támogatását Trump felé. Ugyanebben az évben ellenezte az abortuszt és elítélte azokat, akik ki akarják vonni a vallást a közösségi térből. Egy 2020 januári interjúban West azt mondta, hogy Trumpra fog szavazni. Hónapokkal később, szeptemberben Örményországot támogatta a 2020-as hegyi-karabahi háború alatt.

### 2020-as elnöki kampány
2020. július 4-én West bejelentette Twitteren, hogy el fog indulni a 2020-as amerikai elnökválasztáson. Július 7-én interjút készített vele a Forbes a kampányáról, ahol bejelentette, hogy alelnökjelöltje Michelle Tidball wyomingi prédikátor lesz és a Születésnap Párt név alatt fog indulni. Ez után elmondta, hogy már nem támogatja Donald Trumpot, mert „elbújt egy bunkerben” a Covid19-pandémia közben. „Tudod? Obama különleges. Trump különleges. Mi azt mondjuk Kanye West különleges. Amerikának szüksége van különleges emberekre, akik vezetnek. Bill Clinton? Különleges. Joe Biden nem az.” Több politikus szerint a kampányt West csak arra használta, hogy népszerűsítse zenéjét.
2020. július 15-én regisztrált hivatalosan a választásra, július 19-én tartotta első kampányeseményét.
West ideológiailag kereszténydemokrata.
2020. november 4-én West feladta a választást egy KANYE 2024 tweettel. 12 államban 66,641 szavazatot kapott, átlagosan a szavazatok 0.32%-át szerezte meg.

### 2024-es elnöki kampány
Többször is beszélt arról, hogy indulna 2024-ben az elnökválasztáson. 2019 novemberében a következőt mondta: „Mikor 2024-ben ismét elindulok az elnökségért, annyi munkalehetőséget hoztunk létre, hogy nem is indulni fogok, hanem besétálok.” 2022 novemberében hivatalosan is bejelentette, hogy indul a következő elnökválasztáson. Mindezt egy nappal azt követően, hogy felkérte Donald Trumpot, hogy legyen alelnökjelöltje (Trump ekkor már bejelentette, hogy indul az elnökségért). Kampánymenedzserének  Milo Yiannopoulos szélsőjobboldali politikai szakértőt választotta, aki az előtt Marjorie Taylor Greene képviselőnek dolgozott. Yiannopoulos mindössze két héttel később visszalépett a kampánytól. Nem sokkal egy Alex Jonesszal készített interjú után megosztott egy képet Twitteren, amin egy szvasztika szerepelt, egy Dávid-csillag közepében. Ezt 2024-es kampánylogójának szánta.
Ügyvédje bejelentette, hogy a rapper nem indul, mert nem adta be a szükséges dokumentumokat.

### Jövőbeli tervek
2020. október 24-én kampánya alatt West elmondta Joe Rogannek, hogy nyitott lenne a kaliforniai kormányzóságra is. 2022. októberében arra a kérdésre, hogy lenne-e Donald Trump alelnökjelöltje 2024-ben, West azt válaszolta, hogy igen.

## Botrányok

### Általános médiában
West karrierje során több botrányba is keveredett, amiért sokan méltatták és kritizálták is. 2005. szeptember 2-án a Katrina hurrikán utáni jótékonysági koncerten az NBC-n eltért az eredetileg tervezett szövegtől, hogy kritizálja a képet, amelyet a média alkotott a hurrikán fekete áldozatairól. Ezek mellett kijelentette, hogy George W. Busht nem érdeklik a fekete emberek. Bush egy interjúban azt mondta, hogy elnökségének ez volt egyik „legundorítóbb pillanata”. 2010 novemberében West elmondta, hogy sajnálja a megjegyzést. Kevert reakciókat kapott, de néhányan úgy érezték, hogy Westnek bocsánatot kell kérnie.
2008-ban West azt mondta, hogy „generációnk hangja”-ként lesz ismert a történelemben, sokan kritizálták a kommentet, a South Park Halrudi epizódjában gúnyt is űztek a megjegyzésből.
2013 szeptemberében Westet elítélte több emberi jogi csoport, amiért fellépett Kazahsztánban, amely a világon az egyik legrosszabbul teljesítő országok közé tartozik a kategóriában. A fellépés Nurszultan Nazarbajev elnök unokájának esküvőjén történt. Más nyugati művészek, mint Sting mondtak le az országban fellépéseket emberi jogsértések miatt. West sajtóhírek szerint 3 millió dollárt keresett az eseménnyel.
2013. november 26-án egy interjúban West elmagyarázta, hogy szerinte Barack Obamának miért voltak problémái azzal, hogy bevezesse elképzeléseit Washingtonban: „Ember, hadd mondjak el neked valamit George Bushról és az olajpénzről és Obamáról és a nem létező pénzről. Emberek azt mondják, hogy nem tudja meglépni ezeket a lépéseket stb. Azért, mert neki nincsenek meg ezek a kapcsolatai. Fekete embereknek nincs meg ugyanaz a kapcsolatrendszere, mint a zsidó embereknek... Nem vagyunk zsidók. Nincsen családunk, amelynek lenne ilyen pénze.” Az Anti-Defamation League erre így válaszolt: „Itt is van újra, az örök hazugság, hogy a zsidók a legnagyobb hatalom és irányítják a karokat a kormány minden szintjén.” 2013. december 21-én az eredeti megszólalásáról a következőt mondta: „Azt gondoltam méltatom őket, de ha bármi is ignoráns volt. Nem tudtam, hogy az, hogy van pénzed egy sértés.”
2016 februárjában West ismét botrányba keveredett, mikor egy Twitter posztban azt írta, hogy Bill Cosby ártatlan, miután több, mint 50 nő szexuális zaklatással vádolta.
2018 májusában West azt nyilatkozta, hogy „Mikor 400 éves rabszolgaságról hallasz… 400 évig? Egy döntésnek hangzik. Ott voltál 400 évig, mindannyian. Mintha mentálisan be lennénk börtönözve.” West Twitteren erről a következőt mondta: „Nyilván tudom, hogy a rabszolgákat nem saját döntésük alapján kötözték meg és rakták fel hajókra. Az én pontom, hogy azért, hogy mi abban a pozícióban maradjunk, még akkor is, mikor a számok a mi oldalunkon álltak, mentálisan kellett rabszolgának lennünk” és hogy „az indok, amiért felhoztam a 400 évet, hogy megmutassam, hogy be lehetünk zárva mentálisan még 400 évig. Most van szükségünk szabad gondolkozásra. Pont ez a kijelentés is a szabad gondolat példája volt. Csak egy ötlet volt. Megint megtámadnak, mert új ötleteket mutatok be.” 2018. augusztus 29-én West egy rádióinterjú alatt egy érzelmes bocsánatkérést ajánlott megjegyzéseiért.
Karrierje során olyan befolyásos személyekhez és létesítményekhez hasonlította magát, mint Kurt Cobain, Leonardo da Vinci, Walt Disney, Thomas Edison, a Google, Jimi Hendrix, Thierry Hermès, Howard Hughes, Jézus, Michael Jackson, Steve Jobs, Ralph Lauren, Michelangelo, Jim Morrison, a Nike, Pablo Picasso, Axl Rose, William Shakespeare, Szókratész, David Stern, Donald Trump, William Wallace, Andy Warhol, Anna Wintour és Willy Wonka.

### Díjátadók
2004-ben történt West egyik első botránya díjátadókon. Az American Music Awardson West eltávozott a helyszínről, miután elvesztette a Legjobb új előadó díjat Gretchen Wilson ellen. Később a következőt mondta: „Mindenképpen úgy éreztem, hogy ezt elvették tőlem [...] Én voltam az év legjobb új előadója.” Miután kiadták a 2006-os Grammy-jelöléseket, West azt mondta, hogy problémája lesz, ha nem nyeri meg az év albuma díjat „Nem érdekel mit csinálok, soha nem veheted el tőlem azt a munkát, amit beletettem. Nem akarom hallani ezt a politikailag korrekt cuccot.” 2006. november 2-án, mikor a Touch the Sky klipje nem nyerte meg a Legjobb videó díjat az MTV Europe Music Awards díjátadón, West felsétált a színpadra miközben átadták a díjat a Justice and Simiannak és azt mondta, hogy neki kellett volna nyernie a díjat. Sokan kritizálták a reakcióját. 2006. november 7-én West bocsánatot kért, miközben fellépett a U2-val a Vertigo turnén, Brisbaneben.
2007, szeptember 9-én West azt mondta, hogy rassza miatt nem őt választották a 2007-es MTV Video Music Awards megnyitójának, hanem Britney Spearst, azt mondva, hogy „Talán a bőrom nem megfelelő.” West elvesztette mindegyik jelölését. A műsor után láthatóan ingerült volt és azt mondta, hogy soha nem fog újra visszatérni az MTV-hez. Ezek mellett problémája volt a színpadokkal, csak négyen léptek fel a főszínpadon, míg a további előadók (köztük West is) egy másik helyszínről léptek színpadra. West több interjúban is elmondta, hogy mikor megírta a Strongert, akkor azt képzelte el, hogy azzal fogja megnyitni a díjátadót. Ezek mellett azt is megjegyezte, hogy Spearsnek régóta nem volt nagy slágere és csak kihasználták.
2009. szeptember 13-án, mikor Taylor Swift elfogadta díját a legjobb női videó kategóriában a You Belong with Me-ért, a 2009-es MTV Video Music Awards díjátadón, West a színpadra lépett és elvette tőle a mikrofont, hogy bejelentse, hogy Beyoncé Single Ladies (Put a Ring on It) videója, amelyet szintén jelöltek a díjra, „minden idők egyik legjobb videója” volt. Ezért eltávolították a műsor hátralévő részére. Mikor Beyoncé később megnyerte Az év videója díjat a klipért, felhívta Swiftet a színpadra, hogy az énekes befejezhesse beszédjét. Westet sokan kritizálták az esetért, Barack Obama seggfejnek nevezte a rappert. Nem sokkal az esemény után Twitteren a következőt mondta: „Mindenki le akar szólni, de én csak szeretem az igazi popkultúrát... Nem vagyok őrült, csak igaz.” Ezt követően bocsánatot kért személyes blogján, majd másnap a The Jay Leno Show műsorán beszélt az esetről. Miután Swift szerepelt a The View műsorban két nappal a történés után, West felhívta, hogy személyesen kérjen tőle bocsánatot. Swift ezt elfogadta. 2010 szeptemberében West több tweetben is bocsánatot kért, azt írva, hogy „Beyoncénak nem volt erre szüksége. Az MTV-nek nem volt rá szüksége és Taylornak és családjának, barátjainak és rajongóinak kifejezetten nem volt rá szüksége.” Azzal befejezve sorozatát, hogy „Sajnálom Taylor.” Ezek mellett elmondta, hogy írni fog egy dalt az énekesnőnek, aki ha azt nem fogadja el, ő fogja előadni.
2015. február 8-án az 57. Grammy-gálán West ismét felment a színpadra, miközben Beck elfogadta díját az Év albuma kategóriában, majd elhagyta a színpadot, azt hitetve a nézőkkel, hogy csak viccelt. A díjátadó után West elmondta egy interjúban, hogy nem viccelt és, hogy „Becknek tisztelnie kell a művészetet, oda kellett volna adnia díját Beyoncénak.” 2015. február 26-án bocsánatot kért Becktől. 2015. augusztus 30-án West megkapta a Michael Jackson Video Vanguard Awardot a MTV Video Music Awardson. Elfogadóbeszédében at mondta, hogy „Most mind azt gondolhatjátok, ’Szívott valamit mielőtt kijött ide?’ A válasz pedig: ’Igen, felcsavartam egy kis valamit. Leütöttem a végét.’” Beszédje végén pedig bejelentette, hogy „Eldöntöttem, hogy 2020-ban indulok az elnökségért.” A 2016-os MTV Video Music Awards díjátadón négy percet adtak neki, hogy azt csináljon vele, amit akar. Bemutatta a Fade új videóját, mielőtt beszédet mondott egy akkori chicagói lövöldözésről, hogy miért szerepelt a Famous videóban Ray J és Donald Trump, a Taylor Swift szituációt, illetve kifejezte szeretetét Beyoncé és Steve Jobs felé.

### Petíciók
Több petíció is indult már, hogy West ne vehessen részt különböző eseményeken. Ezek közül a legnagyobb sikertelen petíció a 2015-ös Glastonbury Fesztiválon volt, mikor 133,000-nél is több rajongó látott volna szívesebben egy rockegyüttest West helyett headlinerként. 2015. július 20-án, öt nappal West bejelentése után, mint a 2015-ös Pánamerikai játékok záróceremóniájának fellépője, a Change.org-on 50 ezer aláírást összeszedtek, hogy leváltsák a zenészt. West a ceremónián fellépése végén eldobta a mikrofonját és lesétált a színpadról.

### Gyöngyhajú lány
2013. június 18-án West kiadta Yeezus című stúdióalbumát, amelyen szerepelt a New Slaves című dal. A dal végén West engedély nélkül felhasználta az Omega magyar együttes Gyöngyhajú lány című kislemezének egy közel másfél perces részletét, amely 1970-ben jelent meg, a 10000 lépés című stúdióalbumon. A dalt Presser Gábor és Adamis Anna szerezte. A magyar dalszerző nem tudott a feldolgozásról, amíg West egyik ügyvédje kapcsolatba lépett vele, hogy megegyezzenek a hangmintáról. West később küldött 10 ezer dollárt Pressernek, hogy ne kerüljön bíróságra az ügy. A magyar zenész 2016 májusában perelte be az amerikai rappert 2,5 millió dollár összegben a New York-i Szövetségi Bíróságon. A per közel egy évig húzódott, mielőtt a két fél bíróságon kívül megegyezett 2017 márciusában, jelentősen kisebb összegért. Az ügy lezártával Presser azt nyilatkozta, hogy „Nagyon örülök, hogy vége van”, míg Kóbor János, az eredeti dal énekese úgy érezte, hogy a végleg nekik kifizetett összeg realisztikus, azt mondva, hogy „Magam sem gondoltam, hogy ennél több lehet benne, hiszen károkozás nem történt, nem változtattak a számon”.

### Antiszemita, rasszista és szélsőjobboldali felszólalásai

#### Általános
West első antiszemita kijelentései még 2013-ból származnak. 2013. november 16-án elmagyarázta, hogy szerinte Barack Obamának miért esik nehezére politikájának kivitelezése Washingtonban: „A fekete embereknek nincsenek ugyanolyan kapcsolatai, mint a zsidó embereknek... Nem vagyunk zsidók. Nincs családunk, akinek ilyen pénze lenne.” Erre válaszként az Anti-Defamation League azt írta, hogy „és megint ott tartunk, hogy a zsidók különleges hatalommal rendelkeznek és irányítják a kormányt.” West decemberben egy chicagói rádióállomáson azt nyilatkozta, hogy „azt gondoltam, hogy dicséret volt, de lehet kicsit tudatlanként jött le. Nem tudom, hogy az miért sértés, hogy sok pénzed van.”
2022. október 3-án a Yeezy SZN 9 párizsi divatbemutatón egy „White Lives Matter” feliratú pólót viselt, amit a Black Lives Matter mozgalom ellentétjének tekintenek és általában rasszistának tekintik a kifejezés használatát. Az Anti-Defamation League leírása szerint a szlogen a fehér felsőbbrendűséget hirdeti. Candace Owens konzervatív politikai szakértő feltöltött egy képet, amin ő is a pólót viseli, West mellett állva. Az esemény után West a következőt írta Instagramján: „Mindenki tudja, hogy a Black Lives Matter egy átverés volt, most már vége, szívesen.”
A következő héten, 2022. október 8-án West a Twitteren azt írta, hogy „death con 3-ra állok a ZSIDÓ EMBEREKKEL.” Miután ezt a felszólalását antiszemitának nevezték, a Twitter fiókjából kizárta a cég. A kitiltás előtt kiposztolt egy képet magáról és Mark Zuckerbergről, akit azzal kritizált, hogy kizárt az Instagramról. Elon Musk üdvözölte a Twitteren az előadót. Musk korábban támogatta West elnöki kampányát és megpróbálta megvenni a Twittert is. 2022. október 12-én a Forbes megjelentetett egy cikket, amiben azt írták, hogy a TMZ amerikai weboldal egyik volt dolgozója, aki jelen volt a rapper 2018-as TMZ-interjúja közben, azt nyilatkozta, hogy West aznap „valami olyasmit mondott,” hogy „Imádom Hitlert. Imádom a nácikat.” Az interjú ezen része végül nem jelent meg. A hónap végén a CNN-en megjelent egy cikk, amiben több, a rapperhez közel álló (meg nem nevezett) személy is azt nyilatkozta, hogy West már rég óta nagyra becsülte a náci führert, főleg azt, ahogy képes volt akkora hatalomhoz jutni és, hogy mennyi minden jót tett a német emberekért és Németországért. Olvasta Hitler Mein Kampf című könyvét is és a cikk szerint 2018-as ye albumát eredetileg Hitler címen akarta kiadni.
2022. október 11-én a Motherboard megszerzett felvételeket a rapper interjújából Tucker Carlsonnal a Fox News műsorán, amiben West több rasszista és antiszemita megjegyzést is tett. West kijelentette, hogy házába nem igazi gyerekeket helyeztek el, hogy manipulálják gyerekeit, azt mondta, hogy Isten eligazította őt azzal kapcsolatban, hogy hogyan kell „kinetikus közösségeket” építeni, „szabad energiával.” West elmondta, hogy be van oltva a Covid19 ellen. West kijelentette, hogy a Planned Parenthood alapítója, Margaret Sanger, akit „ismert eugenikusnak” nevezett, a Ku Klux Klan (KKK) közreműködésével hozta létre a céget, hogy „irányítsa a zsidó népességet,” hozzáadva, hogy „Mikor azt mondom, hogy zsidó, Júda, Krisztus vérének 12 elveszett törzsére gondolok, akiket az emberek úgy ismernek, mint a fekete rassz” és, hogy „ez a mi népünk. Krisztus vére. Keresztényként ez a hitem.” West ezek mellett ellenezte azt, hogy gyermekei olyan iskolába járnak, ami ünnepli a kwanzaa ünnepét: „Jobban örülnék, ha a gyerekeim a hanukát ismernék, nem a kwanzaát. Az legalább valami pénzügyi tervezéssel járna.”
2022. október 16-án a Drink Champs podcast műsorán kijelentette, hogy George Floyd halálát nem rendőri erőszak, hanem fentanil-használat okozta. Ezt a következtetést Candace Owens The Greatest Lie Ever Sold: George Floyd and the Rise of BLM című filmjének megtekintése után vonta le. Ezek mellett kijelentette, hogy a „zsidó média” megpróbálja elnémítani. Erre példának felhozta, hogy mikor megosztotta a „death con tweetet,” a zsidó származású gyártó, aki eredetileg a White Lives Matter pólóit készítette volna, visszalépett a megegyezéstől. Ezek mellett az interjúban megemlítette, hogy véleménye szerint „a zsidók tulajdonában van a feketék hangja.” Kiemelve, hogy nagyon sok lemezkiadó és sportcsapat is zsidó származású üzletemberek tulajdonában van. Ismét kijelentette, hogy nem lehet antiszemita, mert a fekete emberek is zsidók. Véleménye szerint a holokauszt még nem ért véget, csak most a fekete emberek ellen követik el, terhességmegszakításon keresztül.
2022. október 19-én Piers Morgan interjút készített a rapperrel. West a műsorban azt mondta, hogy amit mondott „Nem rasszista... Egy olyan helyzetben voltam, ahol jogom volt így kifejezni magam.” Ezek mellett West kitartott azon nézőpontja mellett, hogy nem hibázott a antiszemita tweetjének megosztásával. Ugyan a tweetért közvetlenül nem volt hajlandó elnézést kérni, bocsánatot kért azoktól az emberektől, akiket azzal megbántott.
Néhány nappal kijelentései után a Goyim Defense League neonáci csoport tüntetést tartott Los Angeles-ben, olyan táblákat függesztve egy hídra, hogy „Kanyenak igaza van a zsidókról,” és náci karlendítésekkel köszöntötték az alattuk elhaladó autókat. Ugyanezt az üzenetet a TIAA Bank Field stadionra is kivetítették a Floridai és a Georgiai Egyetem közötti mérkőzés végén. A vetítés a stadionon kívülről történt és az ott dolgozóknak nem volt köze hozzá. Kyrie Irving, aki az időszakban a Brooklyn Nets játékosa volt, Westhez hasonló megjegyzéseket tett interjúkban azt követően, hogy megosztott egy antiszemitizmusról ismert filmet, azt mondva, hogy nem lehet antiszemita, hiszen a fekete emberek is zsidók.
Mindezek következtében West egyik legnagyobb támogatója, Donald Trump is őrültnek nevezte a rappert és azt mondta, segítségre van szüksége. Október 21-én pedig a Balenciaga is hivatalosan véget vetett közreműködésének az előadóval. Néhány nappal később az Adidas is szerződést bontott az előadóval, akinek Yeezy márkája a cég bevételének közel tíz százalékát, kb. 2 milliárd dollárt tett ki. További cégek, amik véget vetettek közreműködéseiknek Westtel: a Creative Artists Agency, a Cohen Clair Lans Greifer Thorpe & Rottenstreich LLP (jog), a Gap (ruházat), a JPMorgan Chase (befektetési bank) és az MRC Entertainment (filmstúdió). 2022 decemberében a Chicagói Művészet Iskolája Intézmény elvette tiszteletbeli doktori címét, az Alex Jones-interjúban osztott náci nézetei miatt.

#### Donald Trump-Nick Fuentes-találkozó
2022 novemberének utolsó napjaiban Westet meghívta Donald Trump Mar-a-lago rezidenciájába, hogy együtt ebédeljenek. West három másik hívatlan vendéggel érkezett meg a volt elnökhöz, akik közül az egyik a fehér felsőbbrendűséget terjesztő, holokauszttagadó Nick Fuentes volt. Fuentes jelenlétét kritizálták, Trump azt nyilatkozta, hogy nem tudott arról, hogy ő is jelen lesz. Kritizálták érte az amerikai elnököt is, hogy nem tudta elítélni az szélsőséges nézetek, amit vendégei megosztottak. West azt mondta, hogy a volt elnök elkezdett vele kiabálni és elmondta neki, hogy semmi esélye az elnökség megnyerésére. Trump később azt nyilatkozta, hogy azért találkoztak, hogy „segítsek egy nagyon felzaklatott embernek, aki fekete... akinek üzleteit tönkretették és elvesztett mindent.” Azt is elismerte, hogy javasolta Westnek, hogy lépjen vissza jelöltségétől.

#### InfoWars-interjú

A raëlista szimbólum, ami megjelent West Twitterén

2022 decemberében megjelent Alex Jones szélsőjobboldali politikai kommentátor InfoWars műsorában, ahol olyanokat mondott, mint, hogy „Mindenki tud felmutatni jó dolgokat, amit letett az asztalra. Főleg Hitler”, „szeretem a zsidó embereket, de szeretem a nácikat is”, „abba kéne hagynunk azt, hogy folyton a nácikat szidjuk” és, hogy „a zsidó média megpróbálta elhitetni velünk, hogy a nácik és Hitler soha nem tettek semmit a világért.” Mikor Jones azt mondta, hogy West nem náci és nem szabadna őt így nevezni, West tovább kritizálta a zsidókat és elismerte, hogy kedveli Adolf Hitlert. Mikor Jones kijelentett, hogy nem náci, West úgy reagált, hogy „Náci vagyok. És akkor mi van?” Mindezek mellett tagadta a Holokausztot, azt mondva, hogy nem igaz, hogy Hitler megölt hat millió zsidót.
Nem sokkal az interjú után megosztott egy képet Twitteren, amin egy szvasztika szerepelt, egy Dávid-csillag közepében. Ezt 2024-es kampánylogójának szánta. Twitter fiókját ezt követően újra felfüggesztették. Sok esetben ez az interjú volt az utolsó csepp a pohárban rajongóinak is, a Reddit platformon az egyik róla szóló közösséget moderátorai lezárták, míg a másikat Holokauszt emlékoldallá és Taylor Swift-rajongói oldallá változtatták.

#### Gavin McInnes-interjú
2022. december 6-án West ismét méltatta Hitlert egy Gavin McInnesszel, a Proud Boys szélsőjobboldali neofasiszta csoport alapítójával készített interjúban. Azt mondta, hogy a zsidóknak „ma meg kéne bocsátaniuk Hitlernek.” A terhességmegszakítást a Holokauszthoz hasonlította: „a Holokauszt az nem az egyetlen holokauszt. Szóval azt, hogy ők ezt mondják, miközben most meg abortuszok vannak. Ez eugenika. Ez népirtás. Ez a holokauszt, ami jelenleg is folyik.” Megismételte többször is, hogy a zsidók irányítják a médiát és a politikát: a zsidók „irányítják Amerikát” és „Kína fél tőlük.”

## Magánélete

### Kapcsolatok, család

#### Kim Kardashian

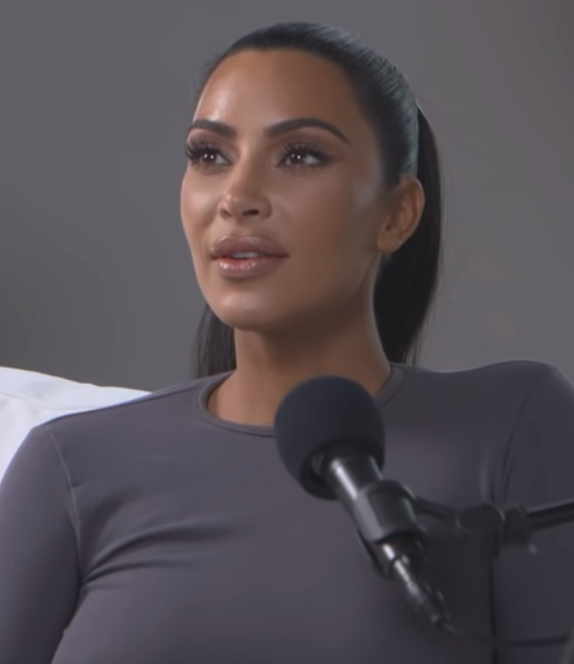
West 2014 és 2022 között volt összeházasodva Kim Kardashiannel.

2012-ben kezdődött meg kapcsolata régi barátjával, Kim Kardashiannel. West és Kardashian eljegyzése 2013 októberében volt, majd 2014. május 24-én házasodtak össze Fort di Belvederében, Firenzében (Olaszország). Esküvőjük körül nagy volt a médiaérdeklődés. Négy gyerekük van: North West (született: 2013 júniusa), Saint West (született: 2015 decembere), Chicago West (2018 januárjában született béranyától) és Psalm West (2019 májusában született béranyától). 2015 áprilisában West és Kardashian Jeruzsálembe utazott, hogy Northot az megkereszteljék az örmény apostoli ortodox egyházban a Szent Jakab-katedrálisban. Kim, Saint, Chicago és Psalm mind 2019. október 7-én voltak megkeresztelve.
A kapcsolatukat körül folytonos médiaérdeklődés volt.
2018. szeptemberében West bejelentette, hogy véglegesen Chicagóba költözik és létrehozza a Yeezy cég központját. Ez végül nem történt meg és West helyette Wyomingba költözött, ahol megvett két tanyát és többek között felvette nyolcadik stúdióalbumát, a Yet. Ezek mellett van egy háza Kaliforniában, ahol felesége és gyerekei laknak.
2020 júliusában egy kampányeseményen West elmondta, hogy eredetileg azt akarta, hogy megszakítsák feleségének első terhességét, de Kardashian ezt elutasította. West ezek mellett kijelentette, hogy tudja, hogy ennek következtében lehet Kardashian véget vetne házasságuknak. Később ebben a hónapban Twitteren is elmondta, hogy próbált elválni Kardashiantől és, hogy a családja mindig is csak „be akarta zárni.”
2021 januárjában a CNN azt írta, hogy a pár tervezett elválni, amelyre 2021. február 19-én sor is került. 2021 áprilisában West és Kardashian a válás indokát „összeegyeztethetetlen különbségek”-ként nevezte meg és megegyeztek közös gyermekfelügyeletben. 2021-ben West többször is kifejezte, hogy szívesebben maradni Kardashiannel, mint, hogy elváljanak. Válásuk 2022-ben lett hivatalos.

#### Más kapcsolatok
West 2002-ben kezdődött kapcsolatba Alexis Phifer designerrel, 2006 augusztusában volt eljegyzésük. 2008-ban lett vége kapcsolatuknak. West ezt követően együtt volt Amber Rose modellel 2008 és 2010 között. A kapcsolatot követően a rapper azt mondta, hogy harmincszor le kellett zuhanyoznia, mielőtt kapcsolatát megkezdte volna Kardashiannel. Rose erre válaszként azzal vádolta az előadót, hogy kapcsolatuk során West érzelmileg bántalmazta és kritizálta szexualitása miatt.
2022 januárjában Julia Fox színésznő bejelentette, hogy kapcsolatban van Westtel. West kapcsolatuk során ismételgette, hogy szerette volna visszaszerezni családját és nyilvánosan kritizálta felesége új párját, Pete Davidsont. Ezt sokan zaklatásnak nevezték, a 64. Grammy-gálán történő fellépését le is mondták miatta. Fox és West kevesebb, mint két hónap együttlét után szakítottak, a színésznő azt nyilatkozta, hogy csak azért volt a zenésszel, hogy az hagyja békén Kim Kardashiant és, hogy az embereknek legyen miről beszélniük.
Alig két hónappal válása után West összeházasodott a Yeezy egyik designerével, Bianca Censorival egy nem hivatalos ceremónián. Ezt követően többször is Ausztráliába utazott, hogy találkozzon a Censori-családdal, mire válaszként az ausztrál oktatásügyi miniszter, Jason Clare bejelentette, hogy nem kizárt, hogy elutasítanák West vízumkérvényeit antiszemita nézetei miatt.

### Anyja halála
2007. november 10-én West anyja, Donda West elhunyt 58 éves korában. 2008 januárjában a halál okát koszorúér-betegségként nevezték meg, egy műtét következtében.
November 22-én játszotta első koncertjét a temetés után a londoni O2-ban és előadta a Hey Mama és a Don’t Stop Believin dalokat anyja tiszteletére, amelyet folytatott a Glow in the Dark Tour fennmaradó állomásain.
Arnold Schwarzenegger, Kalifornia kormányzója ezt követően aláírta a Donda West törvényt, amely után kötelező volt minden páciensnek jóváhagyást kapnia orvosától, mielőtt áteshetett volna plasztikai műtéten.

### Jogi problémák
2006 decemberében Robert Evel Knievel beperelte Westet a Touch the Sky videóklipjéért. Knievelnek nem tetszett a szexuális töltöttségű klip, amelyben West Evel Kanyevel szerepében játszott és egy kanyon fölött akar átrepülni egy rakétával. Knievel azt mondta, hogy West engedély nélkül használta fel nevét és hasonlóságát. 2007 novemberében, napokkal halála előtt Knievel megegyezett Westtel a videóklipről, miután a rapper meglátogatta „Úgy gondoltam, hogy egy csodálatos srác és egy igazi úriember.”
2014-ben, miután összekapott egy paparazzóval a Los Angeles-i nemzetközi repülőtéren, Westet két év próbaidőre ítélték és 24 dühkezelési konzultáción kellett részt vennie, 250 óra közmunka mellett.

### Vallás
Jesus Walks című dalának sikerét követően megkérdezték hitéről és West a következőt válaszolta: „Azt fogom mondani, hogy spirituális vagyok. Elfogadtam Jézust, mint a Megváltóm. És úgy érzem minden nap elmaradok ettől.” Egy 2008-ban készített interjúban West elmondta, hogy „Olyan vagyok, mint egy eszköz és Isten kiválasztott, hogy én legyek a hang és az összekötő.”
2009-ben azt nyilatkozta, hogy hisz Istenben, de úgy érezte, hogy soha nem lesz vallásos.
2014-ben egyik koncertje alatt kereszténynek nevezte magát.
2019 januárjában West Twitteren írta meg, hogy keresztény. Felesége, Kim Kardashian azt mondta, hogy West kereszténysége 2019 szeptemberében született újjá: „Kanye ezt elkezdte, hogy meggyógyítsa magát és egy nagyon személyes dolog volt, és csak barátok és család volt... Egy elképesztő evolúciója volt, újjászületett és Jézus megmentette.” 2019 októberében West azt mondta múltjáról, hogy „Mikor több istent próbáltam szolgálni, az megőrjített” hivatkozva az „egó istene, pénz istene, büszkeség istene, hírnév istene” négyesre és, hogy „Nem is tudtam mit jelent a megmentés”, illetve, hogy „Szeretem Jézus Krisztust. Szeretem a kereszténységet.” A Jimmy Kimmel Live!-on való megjelenése közben Kimmel megkérdezte, hogy keresztény zenésznek tartja-e magát, West azt válaszolta, hogy „Én csak egy keresztény minden vagyok.”

### Mentális egészsége
Az FML című dalában beszél antidepresszáns gyógyszerekről és az I Feel Like Thatben, amely nem jelent meg hivatalosan, megemlíti, hogy depressziós és szorongásban szenved. Ezeket a dalokat a The Life of Pablo munkálatai alatt vette föl.
2016. november 20-án hirtelen félbehagyott egy koncertet, majd másnap bejelentkezett a UCLA Medical Centerbe paranoiával és hallucinációkkal. Ugyan problémáit először átmeneti pszichózisnak nevezték dehidratáció és alváshiány miatt, elég rossz volt az állapota, hogy lemondja a turnéjának a hátralévő részét. A kórházban töltött időszakban paranoid és depressziós volt, de nem diagnosztizálták hivatalosan. Sokak szerint annak köszönhető paranoiája, hogy betörtek felesége házába Párizsban. November 30-án kiengedték.
Egy 2018-as interjúban elmondta, hogy opioid függősége alakult ki egy zsírleszívása után. Lehetséges, hogy ennek is volt köze 2016-os epizódjaihoz.
West elmondta, hogy gyakran voltak öngyilkos gondolatai. Egy 2019-es interjúban West elmondta, hogy bipoláris zavarban szenved.

### Névváltoztatás
West 2018-ban beszélt először névváltoztatásáról Twitteren: „a teremtmény, aki korábban Kanye West néven volt ismert. YE vagyok.” 2021. augusztus 24-én leadott bírósági dokumentumok szerint West kérvényezte nevének megváltoztatását egy Los Angelesi bíróságtól. Hivatalosan el akarta hagyni teljes nevét, a Kanye Omari Westet, Ye becenevéért, utónév és második név nélkül. Indoknak személyes okot nevezett meg. 2021 októberében egy Los Angelesi bíróság jóváhagyta a kérelmét.

## Befolyása
West a 21. század legelismertebb előadói közé tartozik, mind zenei kritikusok, rajongók és kortársak is méltatták munkáját. Jon Caramanica (The New York Times) azt írta, hogy West „egy nagyhangú figura, aki sikerei között megemlítheti két elnök felidegesítését.” Nieson hozzáadta, hogy „elég tehetséges, hogy kiszámította, hogy annak ellenére, hogy nem kedveled, még mindig fogod hallgatni zenéjét.” Ed Ledsham (PopMatters) pedig azt mondta, hogy „West több műfajt olvasztott bele a hiphopba, amely egy komplex folyamat, ami megkérdőjelezi, hogy mi is az igazi művészi zene.”
Erik Nielson (Richmondi Egyetem), aki a hiphop kultúrájáról tanít a virginiai egyetemen, azt mondta, hogy West egy „átlagos rapper, de egy kiemelkedő producer.” Azt állította, hogy „Egy koncepciót mindig a szélsőségekig visz, majd kibelezi és kielemzi valamilyen mélységben”, „széles, eklektikus hangokra alapozva, amelyek új lehetőségeket mutattak meg új előadóknak, akik utána jöttek.” 2013-ban Julianne Escobedo Shepherd (Spin) úgy írta le Westet, mint az „új art-pop-éra” frontembere a kortárs zenében, amelyben a zenész a vizuális művészetekre alapozik, mint a extravagáns vagyon és a kreatív felfedezések jelképe.
A Rolling Stone Westet úgy írta le, mint „egy érdekes és bonyolult popsztár, akit a 2000-es évek alakított ki—egy rapper, aki elsajátította, előremozdította és túllépte a hiphop műfaját, egy producer, aki létrehozta saját hangzását, majd utánzóira hagyta azt, egy csillogó, szabadon költő szibarita, aki mélyen tud beszélni egyetemről, kultúráról és a gazdaságról, egy egomániás, akinek több mint elég előadói tűzereje van, hogy ezt megalapozottá tegye.” Az AllMusic szerkesztője, Jason Birchmeier a következőt írta befolyásáról: „Ahogy karrierje haladt előre a 21. század elején, West több rapper-sztereotípiát is megváltoztatott. Saját eszközeivel jutott el a csúcsra, nem változtatta meg kinézetét, retorikáját vagy zenéjét, hogy beilleszkedjen egy zenei csoportba.” West divatérzéke segítette abban, hogy megváltoztassa a hiphop definícióját a férfiasságról. Nielsen azzal zárta véleményét, hogy „mindenképpen okévá tette, hogy valaki különc legyen. Mikor bemutatkozott, elmondta, hogy nem egy gengszter. Ő volt a gyerek, aki iskolába járt, az anyja egyetemi professzor volt. Mindenképpen dacolt az akkori elvárások ellen.”
A Rolling Stone azt írta Westről, hogy átalakította a hiphop mainstream oldalát, „létrehozva egy önelemző, de mégis fényes rappet,” míg a Highsnobiety szerint első három lemeze „három über-sikeres lemez triumvirátusa,” amivel „bebetonozta szerepét, mint a progresszív rap elődje.” Westnek ezek mellett nagy szerepe volt a gengszter rap népszerűségének mainstream visszaesésében, amely előtte dominálta a hiphopot. A 50 Cent Curtis lemeze és West Graduation albuma közötti nagy médiafigyelmet kapó eladásverseny egy fordulópontot hozott a zeneiparban. Érzelmes témáival és vallomásos részleteivel, az album megváltoztatta a hiphop irányát és segítette kialakítani az utat az olyan új rappereknek, akik nem követték a hardcore gengszter vonalat, hogy a mainstream zenében is elismertek legyenek. Ben Detrick (XXL) szerint West előadók egy új hullámát vezette a műfajban, akik közé tartozik Kid Cudi, Wale, Lupe Fiasco, Kidz in the Hall és Drake, akiket nem érdekelte vagy nem voltak elég tapasztaltak, hogy lövöldözésekről és drogkereskedelemről írjanak. Rosie Swash (The Guardian) az eladásversenyt a hiphop történetének egyik legfontosabb pillanatának nevezte, mert „kiemelte a hiphop az elmúlt évtizedben szétváló oldalait, a korábbi a gengszter rap volt a 2000-es években, míg West a gondolkozó ember alternatívája volt.”
Alex Gale (Billboard) kikiáltotta Westet, mint „a 21. század egyik legjobb, de esetleg legjobb előadója.” Hasonló véleményt tartva, a Complex szerint West „a 21. század legfontosabb előadója, bármilyen művészeti formában, bármilyen műfajban.” David Samuels (The Atlantic) pedig azt mondta, hogy „Kanye ereje vad kreativitásában és kifejezésmódjában, kiválóságában és rendíthetetlen ragaszkodásában egy saját maga által létrehozott esztétikában rejlik, amelyet a jelen eszközeivel fejez ki: rapzene, digitális letöltések, divat, Twitter, blogok, video streaming.” Joe Muggs (The Guardian) pedig úgy érezte, hogy „nincs más, aki el tudna adni annyi albumot, mint West, [...] úgy, hogy továbbra is elszántan kísérletezik és képes kulturálisan és politikailag is felkavarjon mindent.”
Drake, Nicki Minaj, Lil Uzi Vert és Casey Veggies mind elismerték, hogy közvetlenül befolyásolta őket West zenéje. Több előadó megnevezte őt egyik fő inspirációjaként a hiphopon kívül is, mint Adele és Lily Allen angol énekesek, Daniel Caesar R&B-énekes, Lorde popénekes, Halsey és olyan rockegyüttesek, mint az Arctic Monkeys, a Kasabian, az MGMT, a Yeah Yeah Yeahs és a Fall Out Boy. Olyan kisérleti zenét készítő előadók is kiemelték Westet, mint James Blake, Daniel Lopatin és Tim Hecker.
Zenei karrierjén kívül West a divatiparban is sikeres különböző márkáival, mint az Adidas Yeezy, amelynek köszönhetően generációjának egyik legbefolyásosabb popkulturális alakja lett.
Egy, a West életében 21 év alatt forgatott dokumentumfilmet, 2021-ben jelentettek be. A Jeen-Yuhs (2022) című háromrészes filmsorozat Westet követi végig chicagói éveitől kezdve 2021-es elnökségi kampányáig. A Netflix vásárolta meg a jogait 30 millió dollárért.

## Díjak és jelölések
West karrierje során több díjat is elnyert. Egyike a nyolc előadónak, aki megkapta az Billboard Életmű-díjat. A Legjobb nemzetközi férfi szólóelőadó díjat háromszor nyerte el a Brit Awards díjátadón, amely rekordnak számít és egyike a három előadónak, akik sorozatban háromszor elnyerték a díjat. 2011-ben ő lett az első előadó, aki háromszor megnyerte a Legjobb férfi hiphop előadó díjat a BET-gálán. A ceremónián ő nyerte el legtöbbször az Év videója díjat. Ő kapta a legtöbb jelölést a Legjobb hiphop videó kategóriában a MTV Video Music Awards díjátadón, kilencet és a második legtöbbet a Legjobb férfi videó kategóriában, hetet. 2015-ben a harmadik rapper lett, aki elnyerte az MTV Életmű-díjat. 22 Grammy-díjat nyert, neki van a legtöbb jelölése (70) és győzelme (22) rapperek között. Öt díjátadón is ő szerezte a legtöbb jelölést és ő nyerte el férfi előadók közül a díjat legtöbbször. 2008-ban West lett az első szólóelőadó, akinek első három albumát jelölték Az év albuma díjra. Csak Eminem nyerte el az Legjobb rapalbum díjat többször (6), mint West (4).
West albumai több díjat is nyertek. Első hat stúdióalbuma mind szerepel a Rolling Stone Minden idők 500 legjobb albuma listáján, a My Beautiful Dark Twisted Fantasy a legmagasabban szereplő 21. századi album, a 17. helyen. Az Entertainment Weekly a The College Dropoutot választotta a 2000-es évek legjobb albumának, míg a Complex szerint a Graduation volt a legjobb megjelentetett lemez 2002 és 2012 között. A Rolling Stone az 808s & Heartbreaket minden idők 40 legbefolyásosabb albuma közé választotta. A 2010-es évek legjobb albumának választotta több magazin is a My Beautiful Dark Twisted Fantasyt, és minden idők egyik legjobb albumának tartják. A Yeezus volt 2013 legelismertebb lemeze, míg a The Life of Pablo volt az első album, amely csak streamingen keresztül a Billboard 200 élére jutott, platinalemez lett az Egyesült Államokban és aranylemez az Egyesült Királyságban.

## Diszkográfia

### Stúdióalbumok
- The College Dropout (2004)
- Late Registration (2005)
- Graduation (2007)
- 808s & Heartbreak (2008)
- My Beautiful Dark Twisted Fantasy (2010)
- Yeezus (2013)
- The Life of Pablo (2016)
- ye (2018)
- Jesus Is King (2019)
- Donda (2021)
- Donda 2 (2022; demóalbum)
- Bully (nem ismert)

### Közreműködések
- Watch the Throne (2011) (Jay-Z-vel)
- Cruel Summer (2012) (GOOD Musickal)
- Kids See Ghosts (2018) (Kid Cudival, Kids See Ghosts néven)
- Jesus Is Born (Sunday Service Choir néven)
- Emmanuel (2020) (Sunday Service Choir néven)
- Vultures 1 (2024) (Ty Dolla Signnal, ¥$ néven)

- Vultures 2 (2024) (Ty Dolla Signnal, ¥$ néven)

### Koncertfelvételek
- Late Orchestration (2006)
- VH1 Storytellers (2010)

## Filmográfia
- The College Dropout Video Anthology (2004)
- Late Orchestration (2006)
- VH1 Storytellers (2010)
- Runaway (2010)
- Jesus Is King (2019)
- Jeen-Yuhs: Kanye-trilógia (2022)

## Turnék

### Headliner
- School Spirit Tour (2004)
- Touch the Sky Tour (2005)
- Glow in the Dark Tour (2008)
- Fame Kills: Starring Kanye West and Lady Gaga (lemondva) (2009–2010)
- Watch the Throne Tour (Jay-Z-vel) (2011–2012)
- The Yeezus Tour (2013–2014)
- Saint Pablo Tour (2016)

### Nyitóelőadóként
- Truth Tour (Usher) (2004)
- Vertigo Tour (U2) (2005–2006)
- A Bigger Bang (The Rolling Stones) (2006)

## Bibliográfia
- Raising Kanye: Life Lessons from the Mother of a Hip-Hop Superstar (2007)
- Thank You and You’re Welcome (2009)
- Through the Wire: Lyrics & Illuminations (2009)
- Glow in the Dark (2009)